# Cattedrali nel mondo

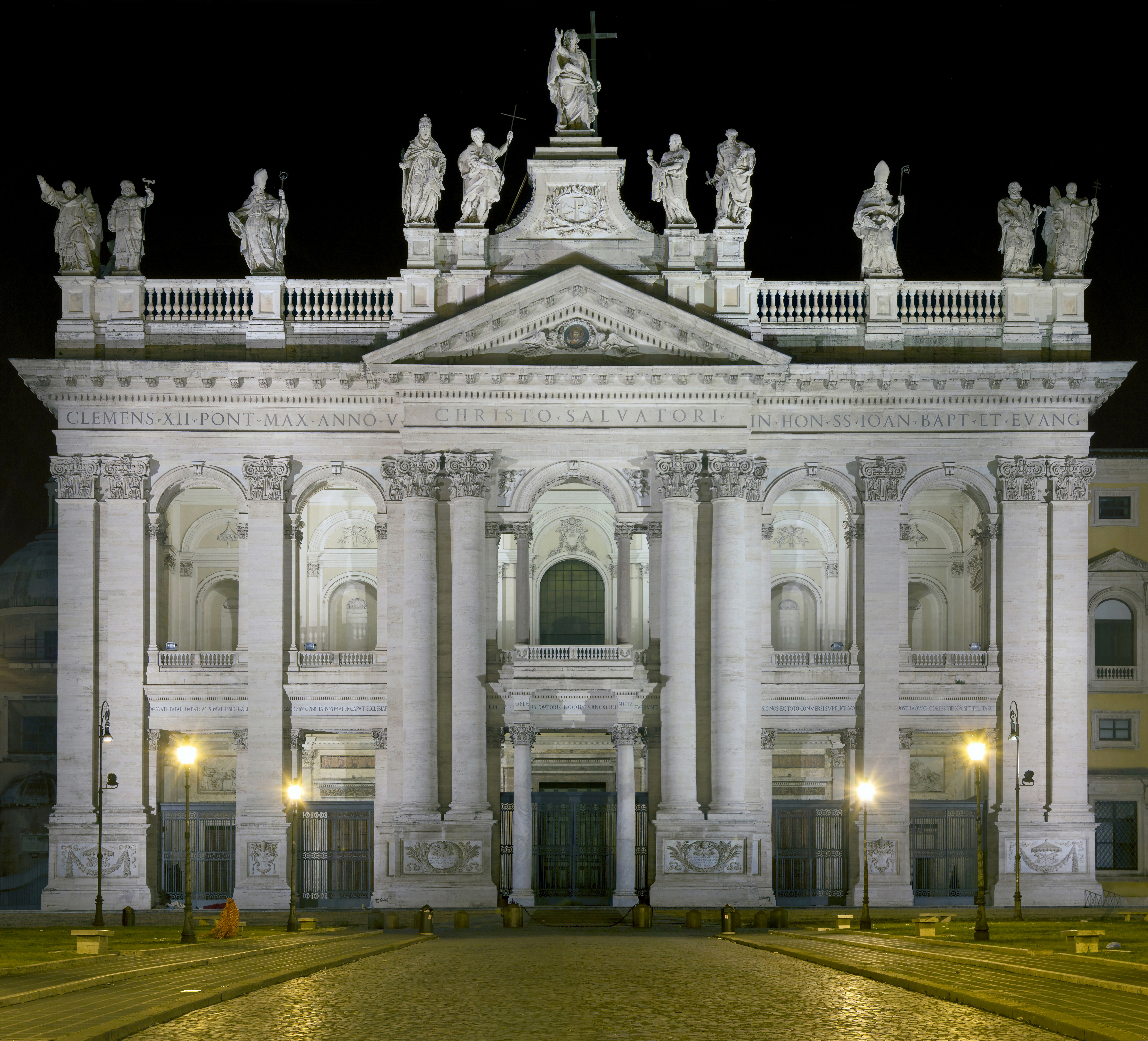
Basilica di San Giovanni in Laterano, cattedrale di Roma e per questo considerata chiesa madre del mondo cattolico

In questa voce è riportata una lista di cattedrali suddivise per nazione, secondo il continente di appartenenza. Sono prese in considerazione sia cattedrali effettivamente sedi vescovili, previste nelle chiese cattolica, anglicana ed ortodossa, sia alcune chiese appartenenti a confessioni non episcopali, come il caso delle cattedrali luterane in Germania e delle cattedrali presbiteriane in Scozia, che, risalenti al periodo precedente alla Riforma, hanno mantenuto l'appellativo onorifico di cattedrale pur essendo ormai prive di sede vescovile e supremazia gerarchica.
Diverse cattedrali d'Europa, come ad esempio quelle di Strasburgo, Essen, Friburgo in Brisgovia ed in Inghilterra le cattedrali di York, Londra, Lincoln e Southwell, sono indicate come "Minster" o, in tedesco, Münster (dal latino: Monasterium), perché in passato erano servite da canonici che vivevano in comunità o erano abbazie prima della Riforma.
Al 31 dicembre 2018, la chiesa cattolica romana contava 3 391 cattedrali e concattedrali, principalmente nei paesi di religione cattolica : Italia (368), Brasile (287), Stati Uniti (215), India (183), Francia (110), Messico (100), Spagna (88), Filippine (88), Colombia (86), Canada (79) e Argentina (72).

## Africa
- Cattedrali in Algeria
- Cattedrali in Angola
- Cattedrali in Benin
- Cattedrali in Botswana
- Cattedrali in Burkina Faso
- Cattedrali in Burundi
- Cattedrali in Camerun
- Cattedrali a Capo Verde
- Cattedrali in Centrafrica
- Cattedrali in Ciad
- Cattedrali in Congo (R.C.)
- Cattedrali in Congo (R.D.C.)
- Cattedrali in Costa d'Avorio

- Cattedrali in Egitto
- Cattedrali in Eritrea
- Cattedrali in eSwatini
- Cattedrali in Etiopia
- Cattedrali in Gabon
- Cattedrali in Gambia
- Cattedrali in Ghana
- Cattedrali in Guinea
- Cattedrali in Guinea Equatoriale
- Cattedrali in Guinea-Bissau
- Cattedrali in Kenya
- Cattedrali nel Lesotho

- Cattedrali in Liberia
- Cattedrali in Libia
- Cattedrali in Madagascar
- Cattedrali in Malawi
- Cattedrali in Mali
- Cattedrali in Marocco
- Cattedrali a Mauritius
- Cattedrali in Mozambico
- Cattedrali in Namibia
- Cattedrali in Niger
- Cattedrali in Nigeria
- Cattedrali in Ruanda

- Cattedrali in Senegal
- Cattedrali nelle Seychelles
- Cattedrali in Sierra Leone
- Cattedrali in Sudafrica
- Cattedrali in Sudan
- Cattedrali nel Sudan del Sud
- Cattedrali in Tanzania
- Cattedrali in Togo
- Cattedrali in Tunisia
- Cattedrali in Uganda
- Cattedrali in Zambia
- Cattedrali in Zimbabwe

Segue una lista dei paesi africani in cui si trova una sola cattedrale:
| Paese                                     | Cattedrale                                    | Arcidiocesi o Diocesi                        | Località    |
| ----------------------------------------- | --------------------------------------------- | -------------------------------------------- | ----------- |
| Gibuti                                    | Cattedrale di Nostra Signora del Buon Pastore | Diocesi di Gibuti                            | Gibuti      |
| Mauritania                                | Cattedrale di San Giuseppe                    | Diocesi di Nouakchott                        | Nouakchott  |
| Riunione                                  | Cattedrale di San Dionigi                     | Diocesi di Saint-Denis-de-La Réunion         | Saint-Denis |
| Sahara Occidentale                        | Cattedrale di San Francesco d'Assisi          | Prefettura apostolica del Sahara Occidentale | El Aaiún    |
| Sant'Elena, Ascensione e Tristan da Cunha | Cattedrale di San Paolo                       | Diocesi anglicana di Sant'Elena              | Jamestown   |
| São Tomé e Príncipe                       | Cattedrale di Nostra Signora della Grazia     | Diocesi di São Tomé e Príncipe               | São Tomé    |

In Tunisia l'unica cattedrale operate nel paese è la cattedrale di San Vincenzo de' Paoli, a Tunisi, sede dell'arcidiocesi di Tunisi per la chiesa cattolica mentre la cattedrale di San Luigi, a Cartagine, dal 1993 non è più adibita al culto ed è utilizzata dal governo per scopi culturali.
Nelle Comore e a Mayotte non ci sono cattedrali, mentre in Somalia l'unica cattedrale, la cattedrale di Mogadiscio, è stata oggetto di saccheggi e distruzione a partire dal 1989 ed è oggi ridotta in ruderi.

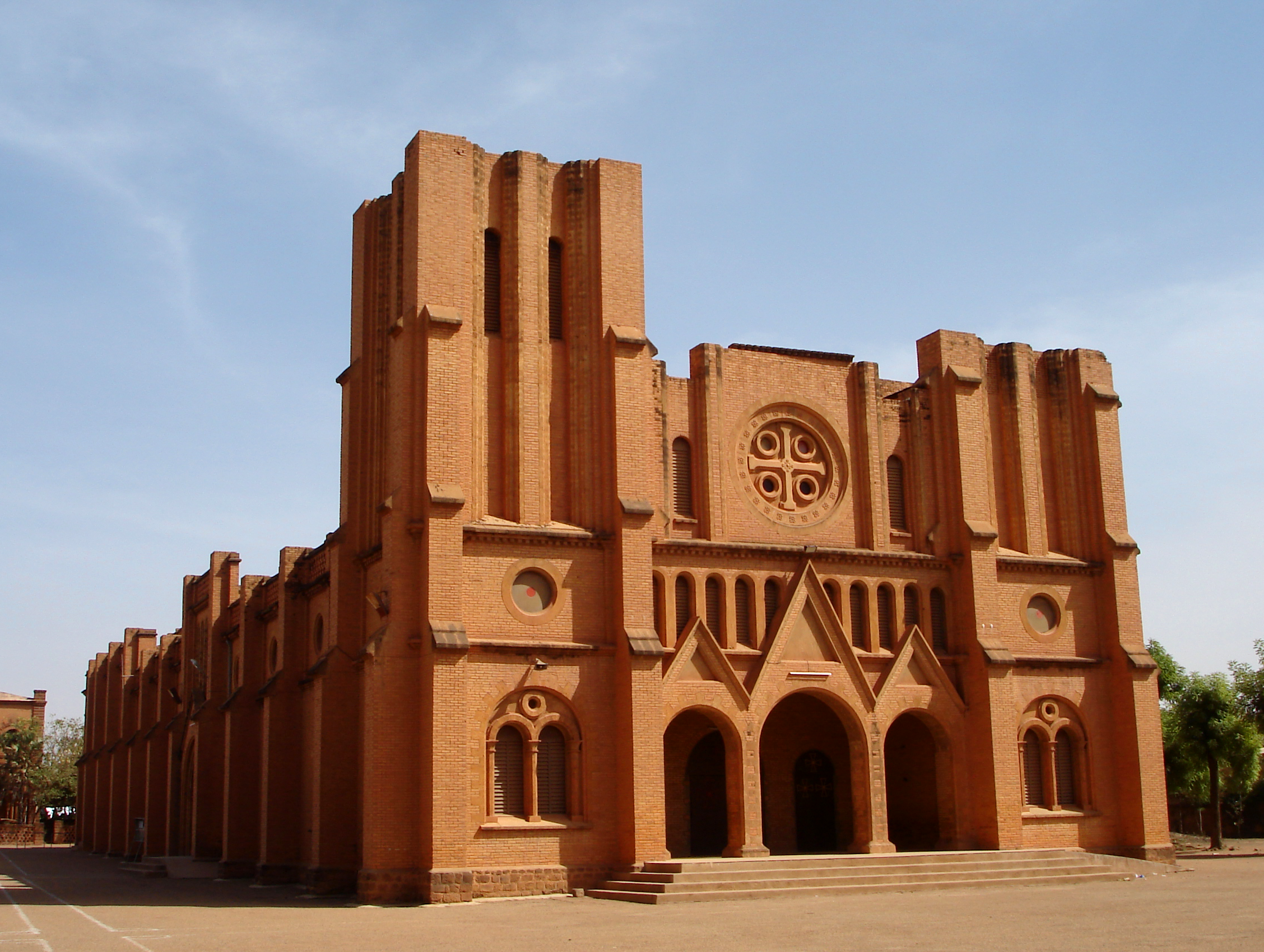
Cattedrale dell'Immacolata Concezione, Ouagadougou, Burkina Faso
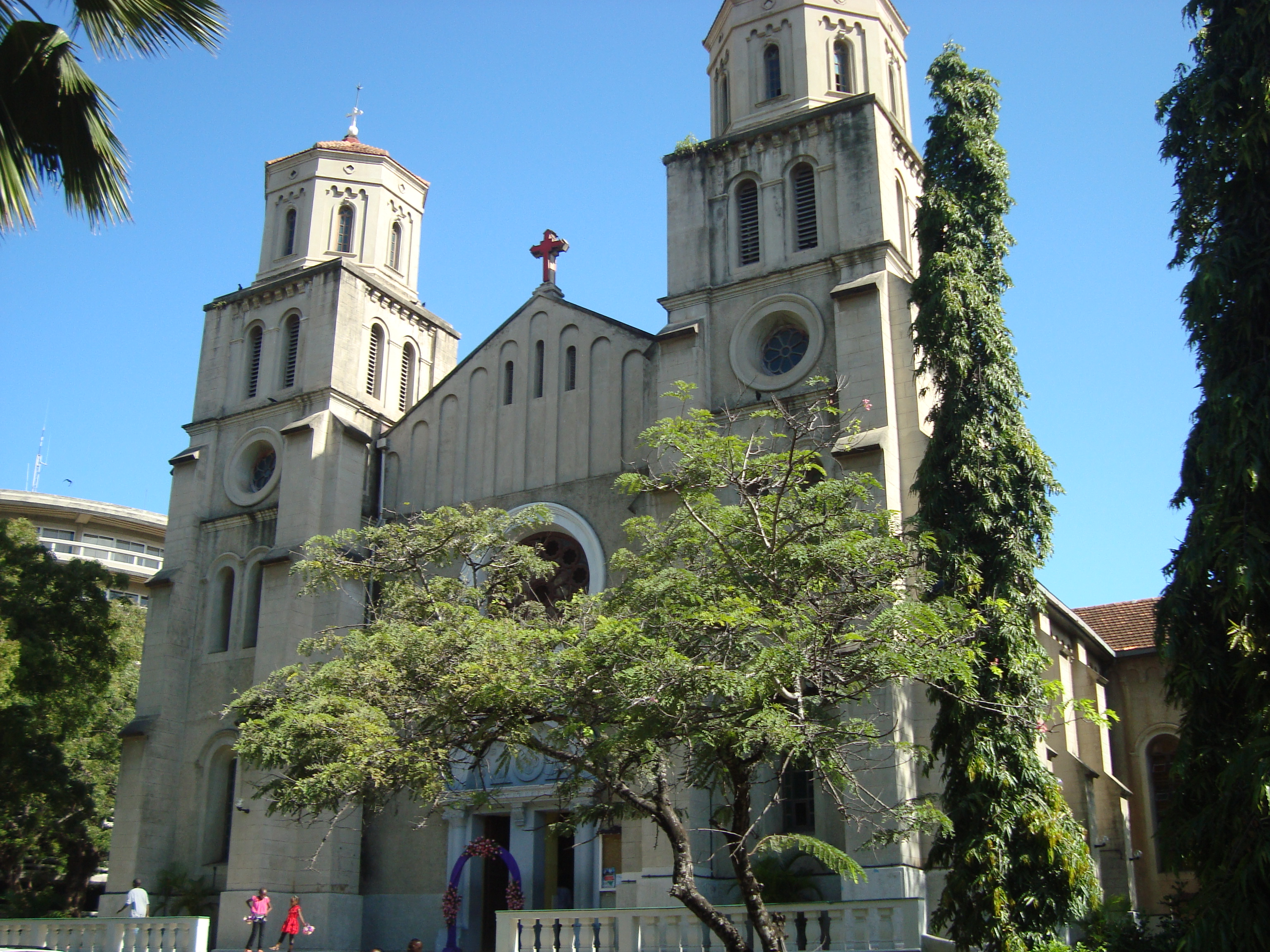
Cattedrale dello Spirito Santo, Mombasa, Kenya
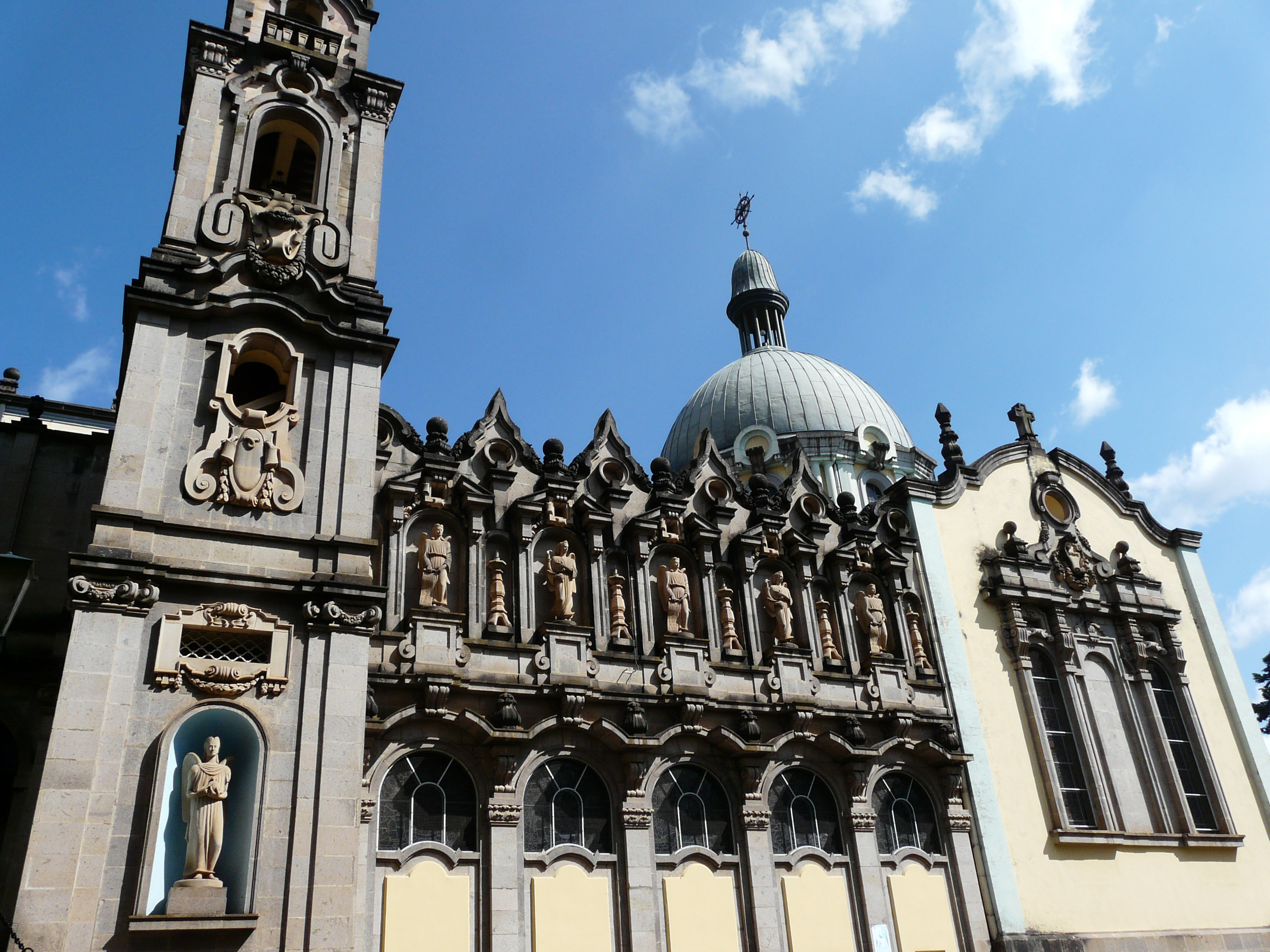
Cattedrale ortodossa della Santa Trinità, Addis Abeba, Etiopia
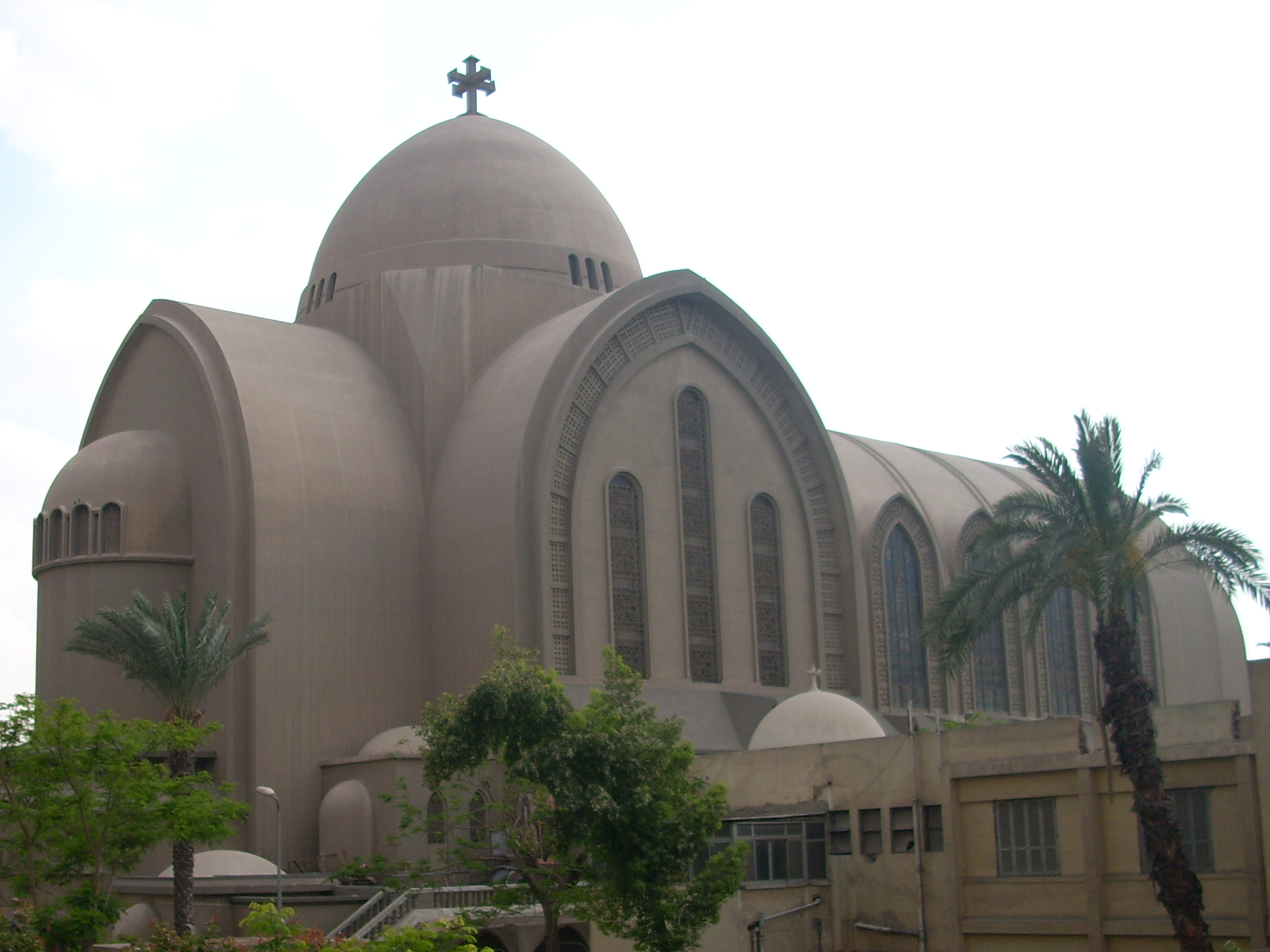
Cattedrale ortodossa copta di San Marco, Il Cairo, Egitto
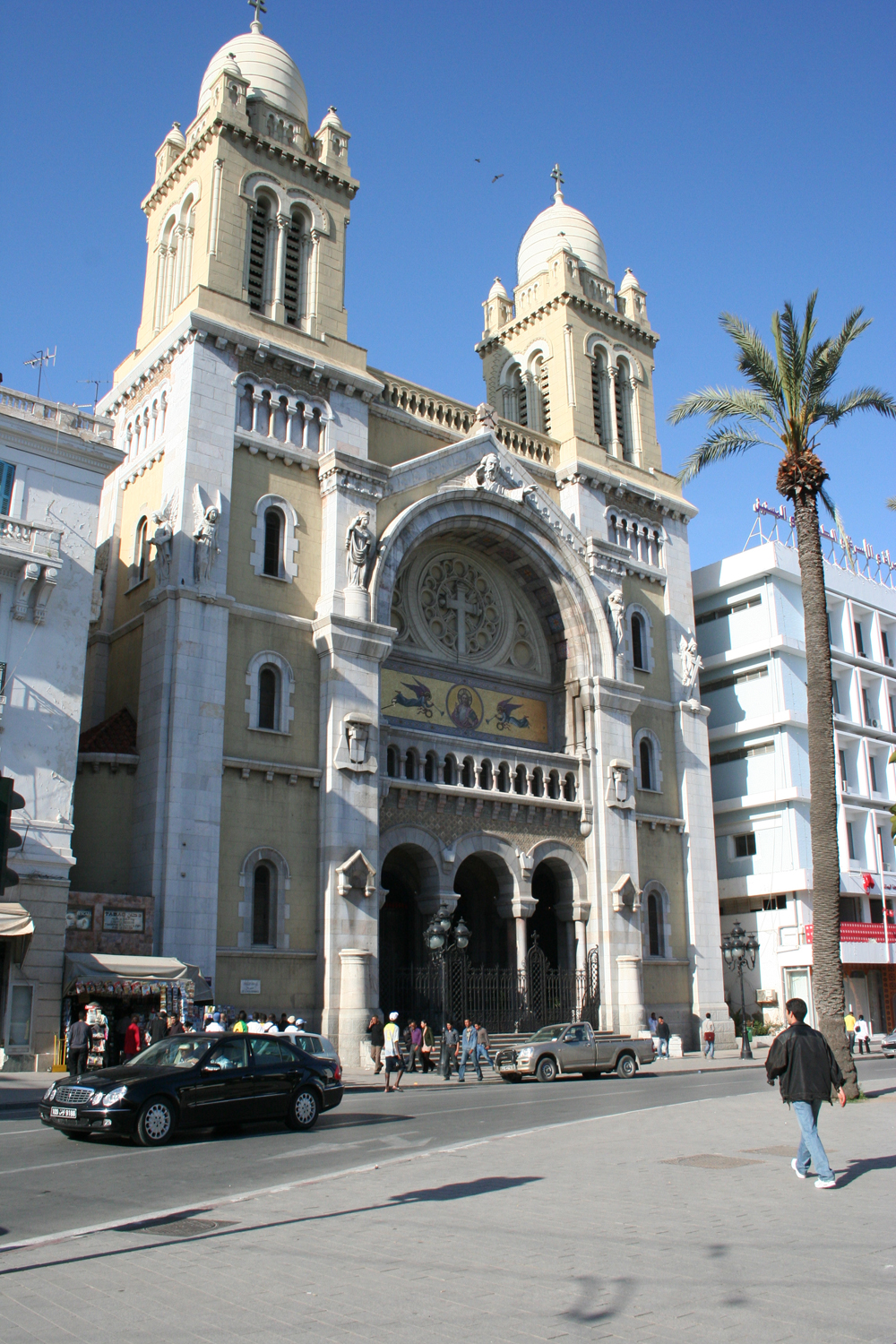
Cattedrale cattolica di San Vincenzo de'Paoli, Tunisi, Tunisia
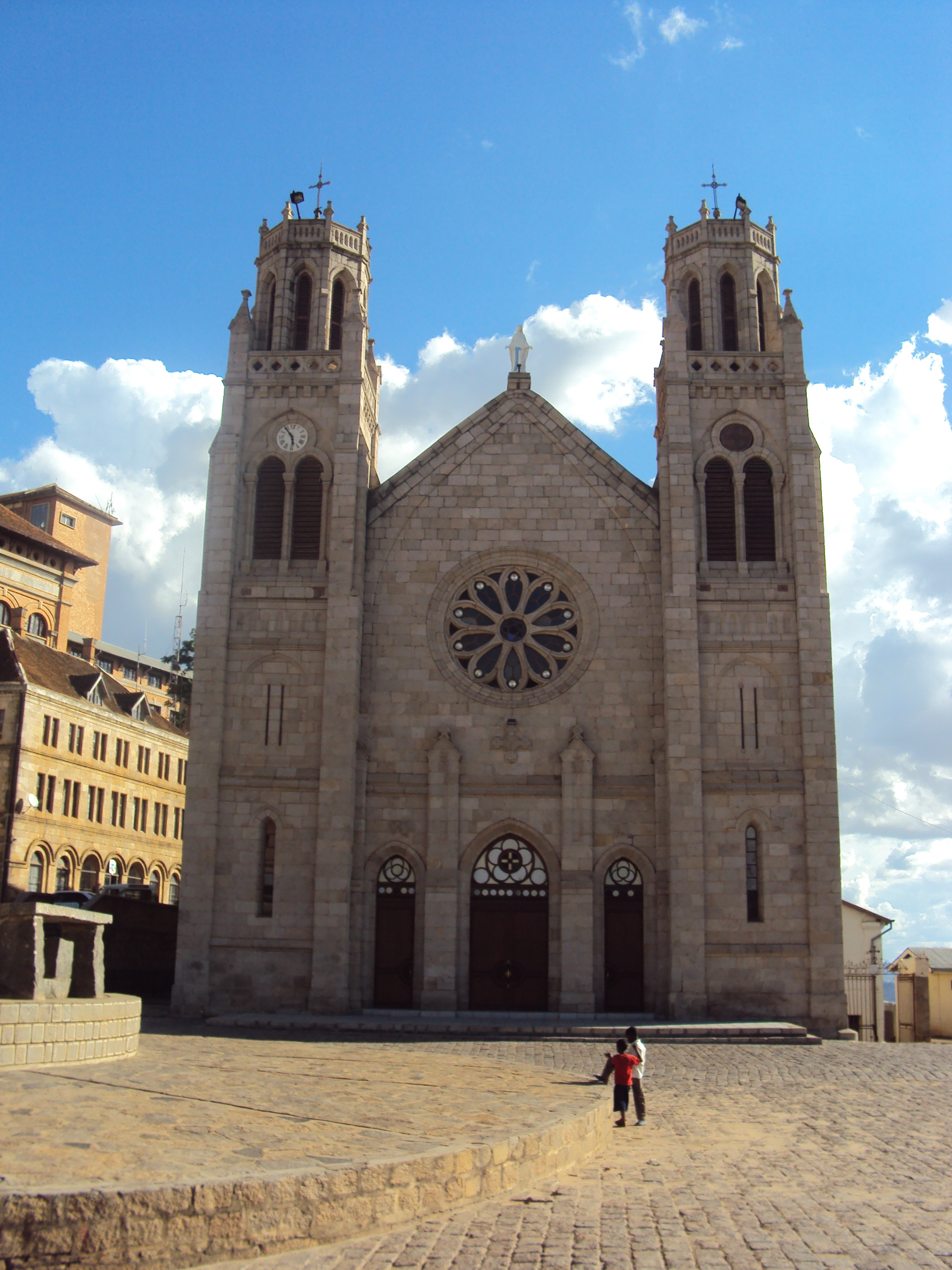
Cattedrale dell'Immacolata Concezione, Antananarivo, Madagascar
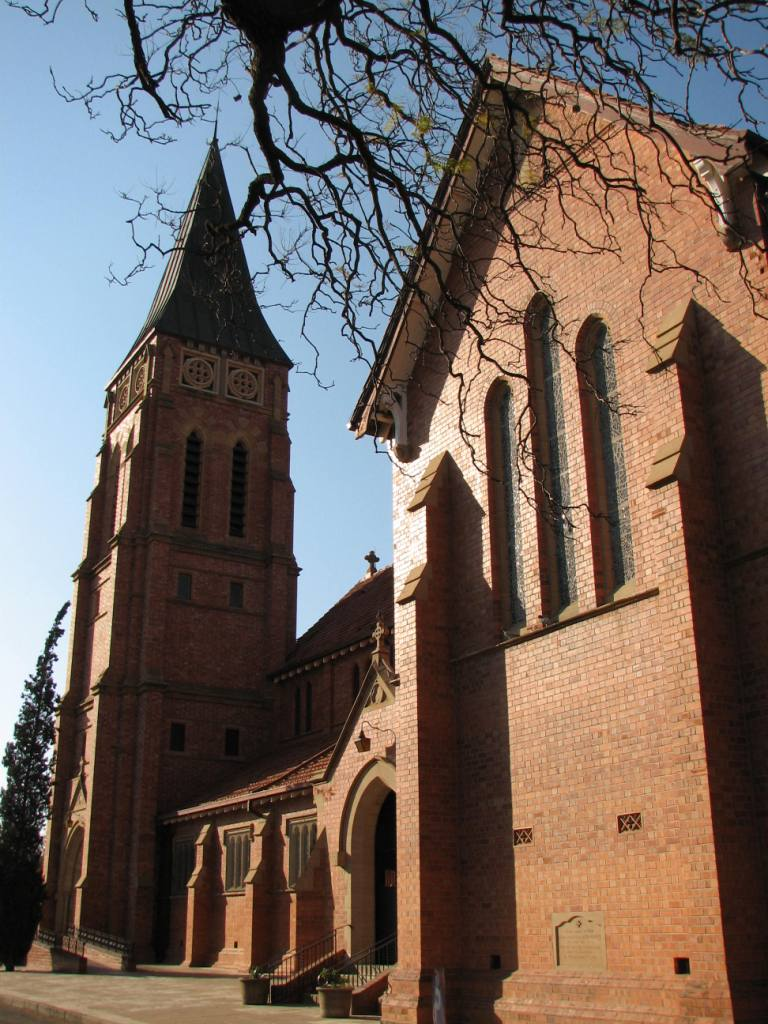
Cattedrale anglicana di San Cipriano, Kimberley, Sudafrica

## Asia
- Cattedrali in Armenia
- Cattedrali in Azerbaigian
- Cattedrali in Bahrein
- Cattedrali in Bangladesh
- Cattedrali in Birmania
- Cattedrali in Cambogia
- Cattedrali in Cina
- Cattedrali a Cipro
- Cattedrali in Corea del Nord

- Cattedrali in Corea del Sud
- Cattedrali in Egitto
- Cattedrali nelle Filippine
- Cattedrali in Georgia
- Cattedrali in India
- Cattedrali in Indonesia
- Cattedrali in Iran
- Cattedrali in Iraq
- Cattedrali in Israele

- Cattedrali in Kazakistan
- Cattedrali in Giappone
- Cattedrali in Giordania
- Cattedrali in Laos
- Cattedrali in Libano
- Cattedrali in Malaysia
- Cattedrali in Pakistan
- Cattedrali in Palestina
- Cattedrali in Russia

- Cattedrali a Singapore
- Cattedrali in Siria
- Cattedrali in Sri Lanka
- Cattedrali a Taiwan
- Cattedrali in Thailandia
- Cattedrali a Timor Est
- Cattedrali in Turchia
- Cattedrali in Uzbekistan
- Cattedrali in Vietnam

Segue una lista dei paesi asiatici in cui si trova una sola cattedrale:
| Paese               | Cattedrale                                           | Arcidiocesi o Diocesi                        | Località            |
| ------------------- | ---------------------------------------------------- | -------------------------------------------- | ------------------- |
| Brunei              | Cattedrale di Nostra Signora dell'Assunzione         | Vicariato apostolico del Brunei              | Bandar Seri Begawan |
| Emirati Arabi Uniti | Cattedrale di San Giuseppe                           | Vicariato apostolico dell'Arabia meridionale | Abu Dhabi           |
| Kirghizistan        | Cattedrale della Resurrezione                        | Eparchia di Bishkek e del Kirghizistan       | Biškek              |
| Mongolia            | Cattedrale dei Santi Pietro e Paolo                  | Prefettura apostolica di Ulan Bator          | Ulan Bator          |
| Nepal               | Cattedrale dell'Assunzione della Beata Vergine Maria | Vicariato apostolico del Nepal               | Katmandu            |
| Tagikistan          | Cattedrale di San Nicola                             | Eparchia di Dušanbe e del Tagikistan         | Dušanbe             |

A Gerusalemme la basilica del Santo Sepolcro è l'unica chiesa al mondo ad essere cattedrale contemporaneamente per due confessioni cristiane diverse: cattolica e greco-ortodossa.
In Turkmenistan la Chiesa ortodossa russa, presente nel paese attraverso un decanato patriarcale, ha in progetto la costruzione di una cattedrale ad Aşgabat.
In Kuwait si trova solo un'ex cattedrale, la chiesa della Santa Famiglia nel Deserto, che è stata la sede del vicariato apostolico del Kuwait e poi del vicariato apostolico dell'Arabia settentrionale dal 1961 al 2021. Anche in Yemen esiste solo un'ex cattedrale, la chiesa di San Francesco, sede del vicariato apostolico di Arabia (oggi vicariato apostolico dell'Arabia meridionale) dal 1894 al 1973.
In Afghanistan, Arabia Saudita, Bhutan, Maldive, Oman e Qatar non ci sono cattedrali.

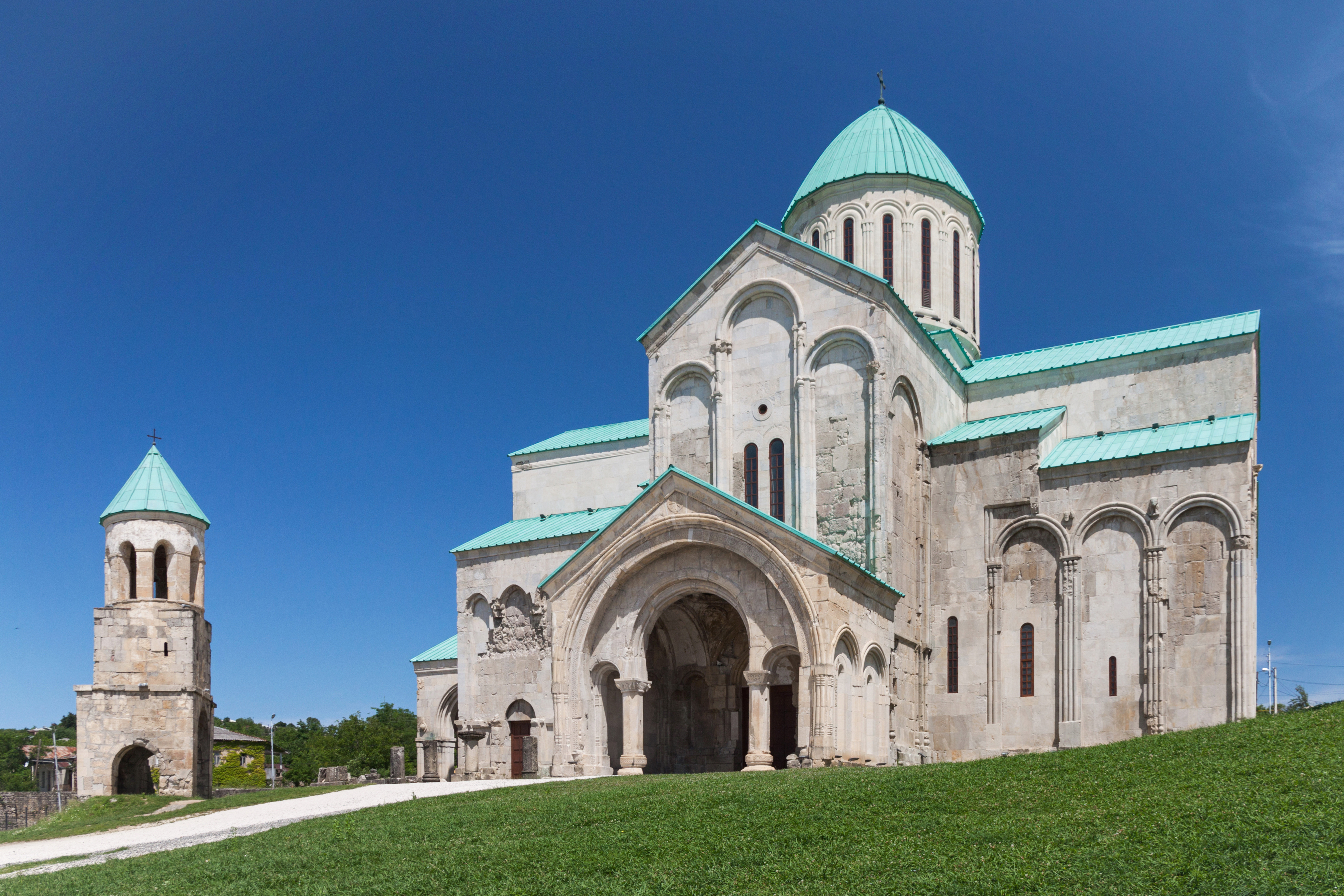
Cattedrale ortodossa di Bagrati, Kutaisi, Georgia
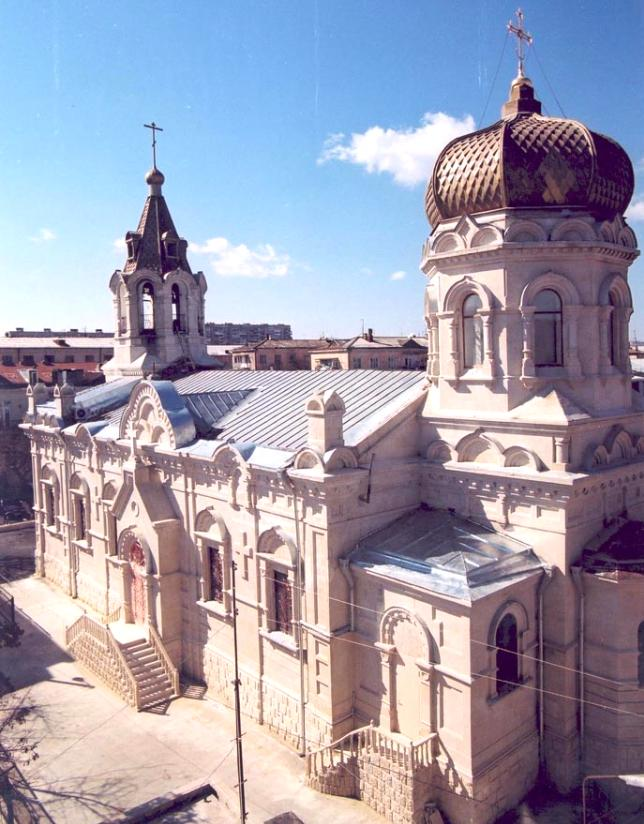
Cattedrale ortodossa delle Sante Mirrofore, Baku, Azerbaigian
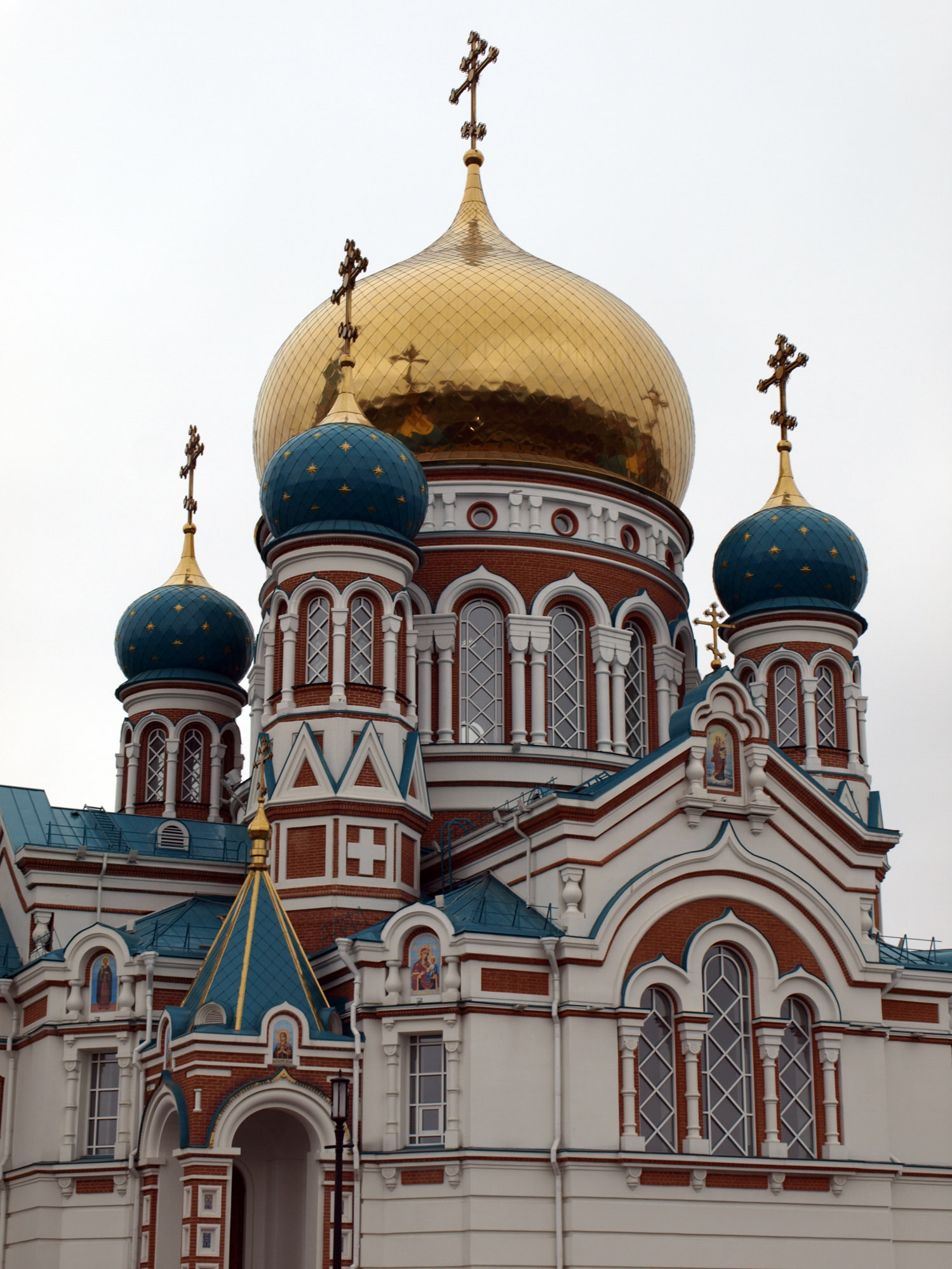
Cattedrale ortodossa dell'Assunzione, Omsk, Russia
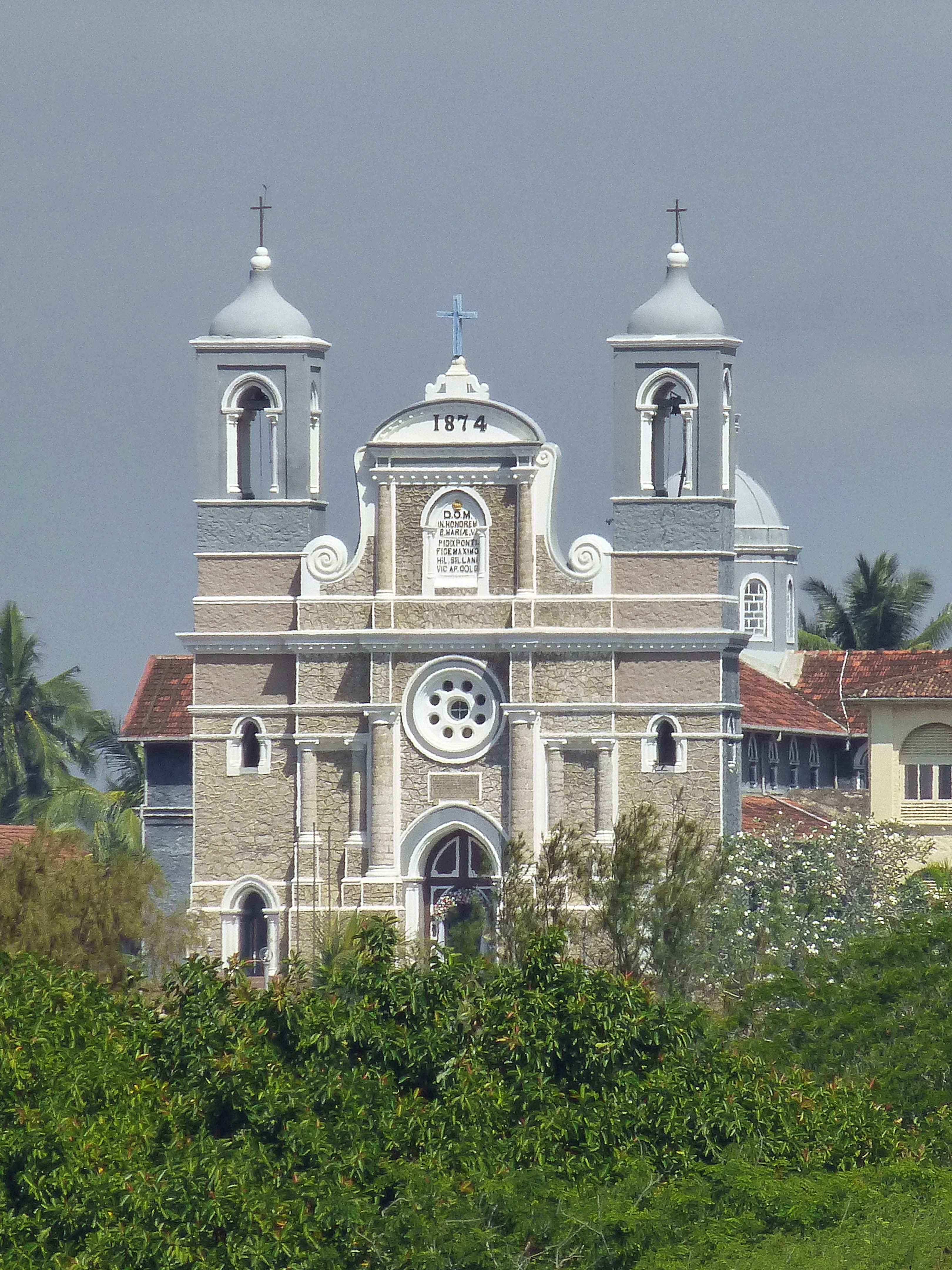
Cattedrale cattolica di Santa Maria Regina del Santo Rosario, Galle, Sri Lanka
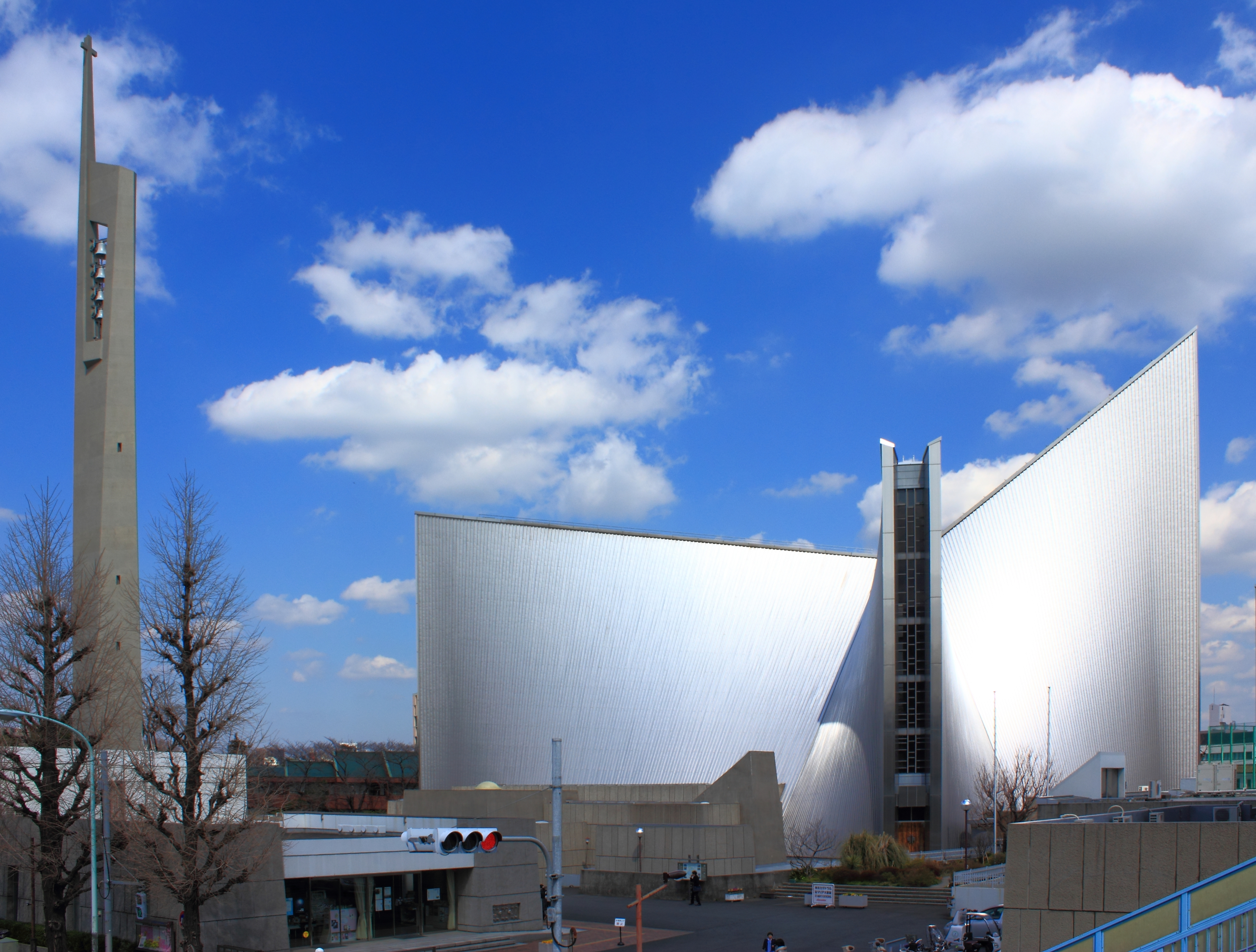
Cattedrale cattolica di Santa Maria, Tokyo, Giappone
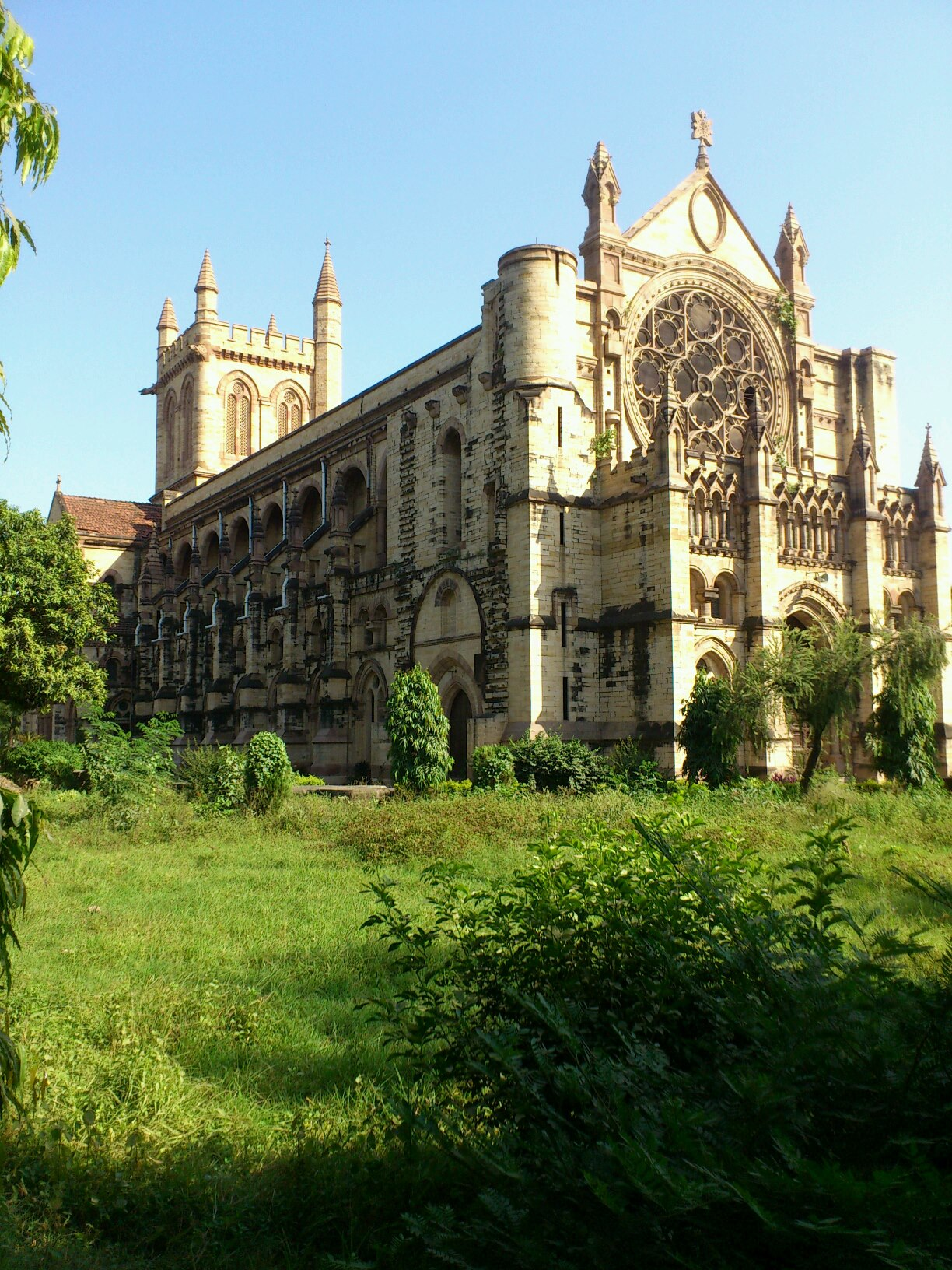
Cattedrale anglicana di Tutti i Santi, Allahabad, India
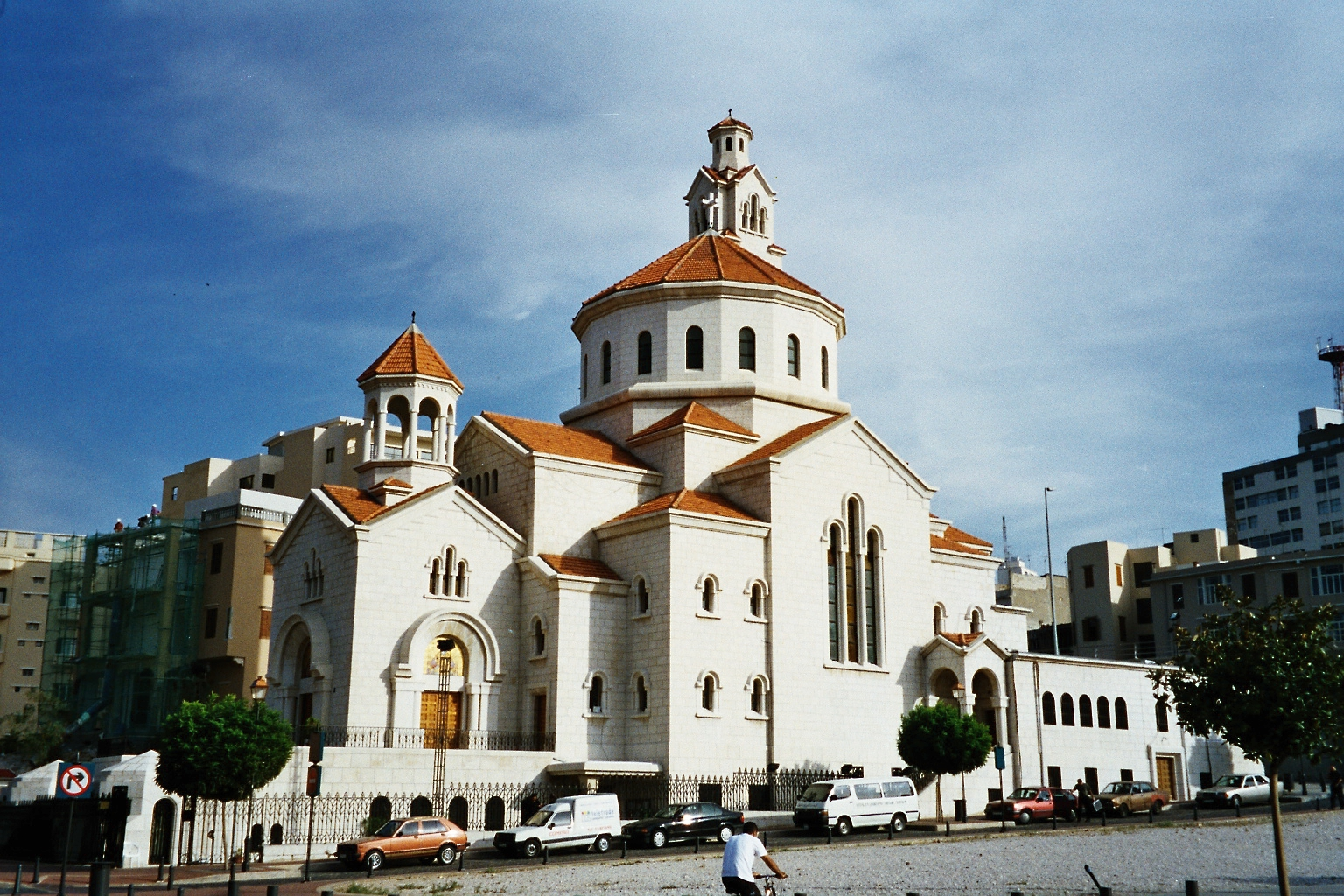
Cattedrale cattolica armena di San Gregorio Illuminatore, Beirut, Libano

## America settentrionale
- Cattedrali ad Antigua e Barbuda
- Cattedrali nelle Bahamas
- Cattedrali a Barbados
- Cattedrali in Belize
- Cattedrali a Bermuda
- Cattedrali in Canada

- Cattedrali in Costa Rica
- Cattedrali a Cuba
- Cattedrali in El Salvador
- Cattedrali nelle Isole Vergini Americane
- Cattedrali in Giamaica
- Cattedrali a Guadalupa

- Cattedrali in Guatemala
- Cattedrali ad Haiti
- Cattedrali in Honduras
- Cattedrali in Martinica
- Cattedrali in Messico
- Cattedrali in Nicaragua

- Cattedrali a Panama
- Cattedrali a Porto Rico
- Cattedrali nella Repubblica Dominicana
- Cattedrali a Saint Vincent e Grenadine
- Cattedrali negli Stati Uniti d'America
- Cattedrali a Trinidad e Tobago

Segue una lista di paesi e territori nordamericani che hanno una sola cattedrale:
| Paese               | Cattedrale                                 | Arcidiocesi o Diocesi               | Località       |
| ------------------- | ------------------------------------------ | ----------------------------------- | -------------- |
| Curaçao             | Cattedrale di Nostra Signora del Rosario   | Diocesi di Willemstad               | Willemstad     |
| Dominica            | Cattedrale di Nostra Signora di Fair Haven | Diocesi di Roseau                   | Roseau         |
| Grenada             | Cattedrale dell'Immacolata Concezione      | Diocesi di Saint George's a Grenada | Saint George's |
| Saint Kitts e Nevis | Concattedrale dell'Immacolata Concezione   | Diocesi di Saint John's-Basseterre  | Basseterre     |
| Saint Lucia         | Cattedrale dell'Immacolata Concezione      | Arcidiocesi di Castries             | Castries       |

A Saint-Pierre, nell'arcipelago di Saint-Pierre e Miquelon, si trova la chiesa di San Pietro, già cattedrale del vicariato apostolico delle Isole di Saint-Pierre e Miquelon, soppresso nel 2018 e incluso nella diocesi di La Rochelle.

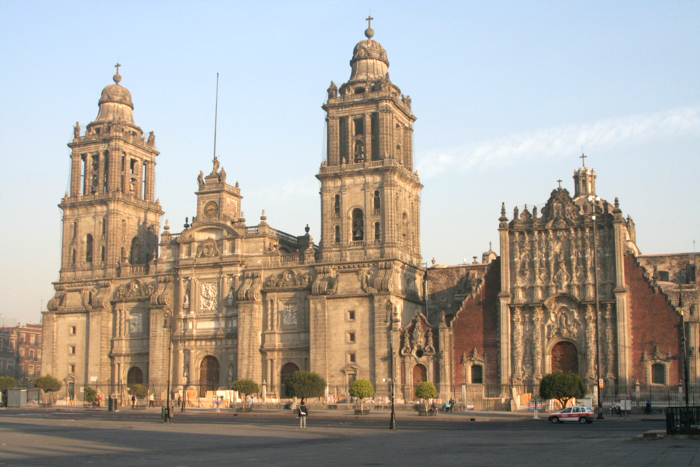
Cattedrale cattolica dell'Assunzione, Città del Messico, Messico
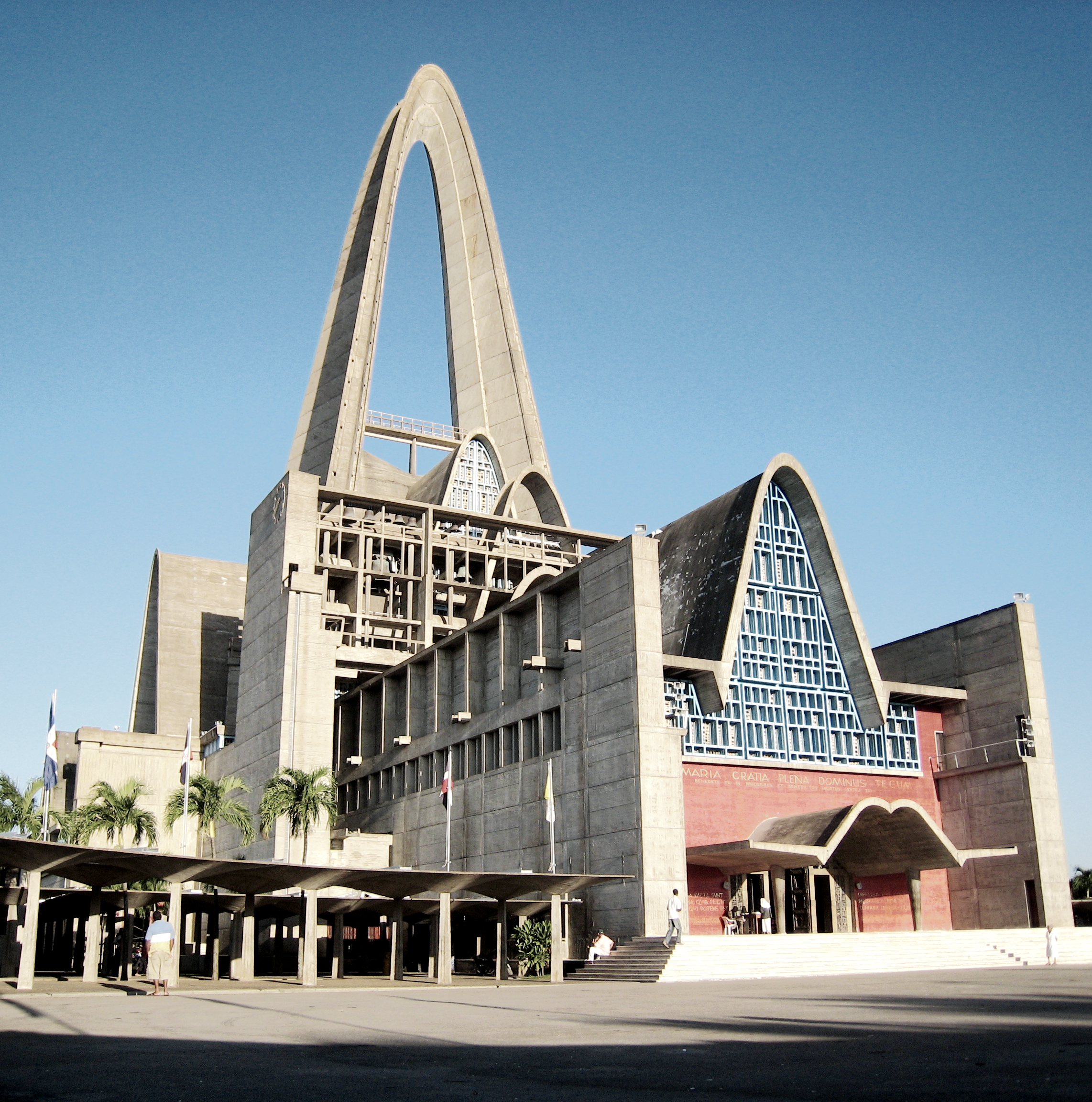
Cattedrale di Nostra Signora di Altagracia, Higüey, Repubblica Dominicana
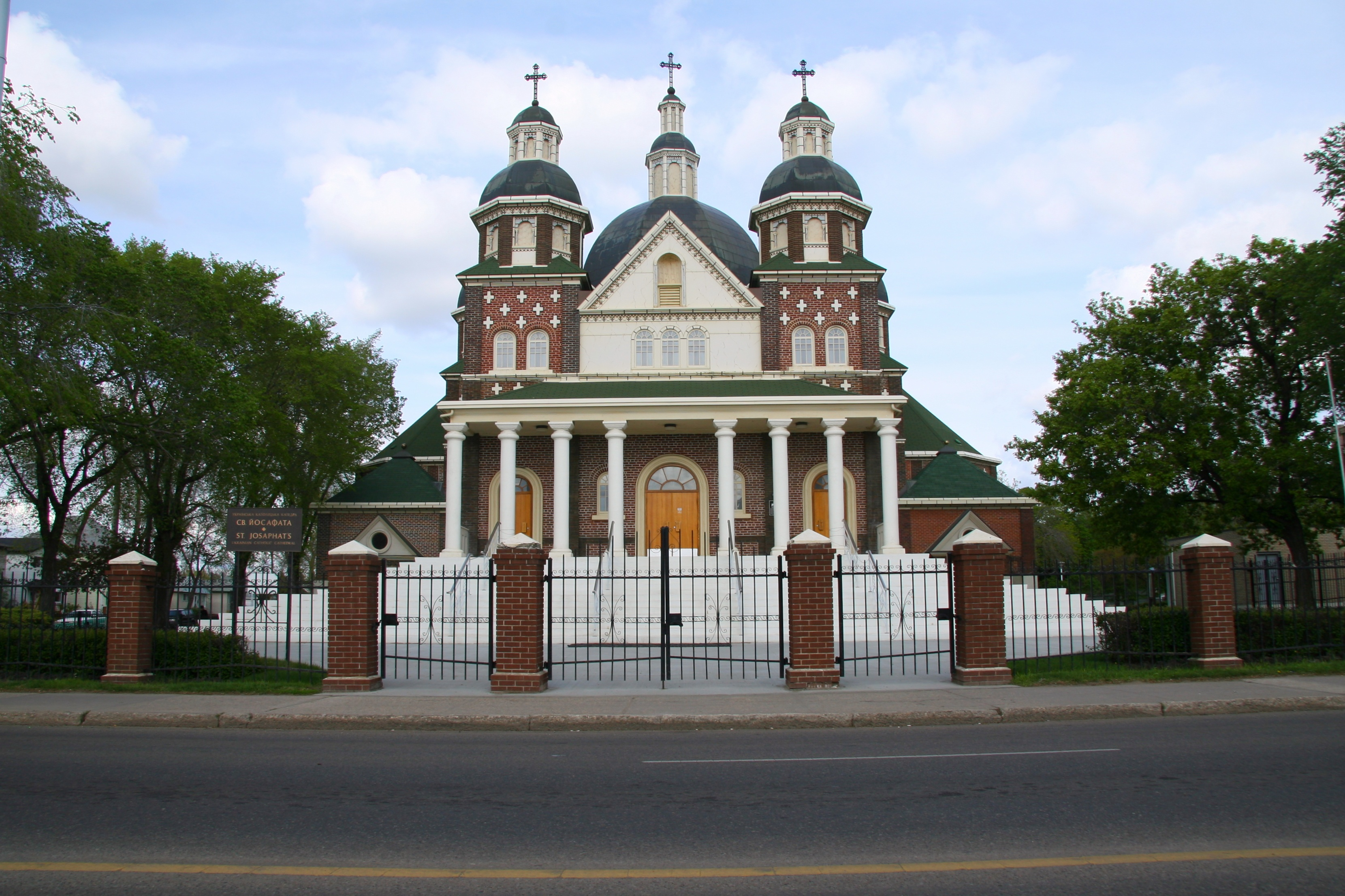
Cattedrale greco-cattolica ucraina di San Giosafat, Edmonton, Canada
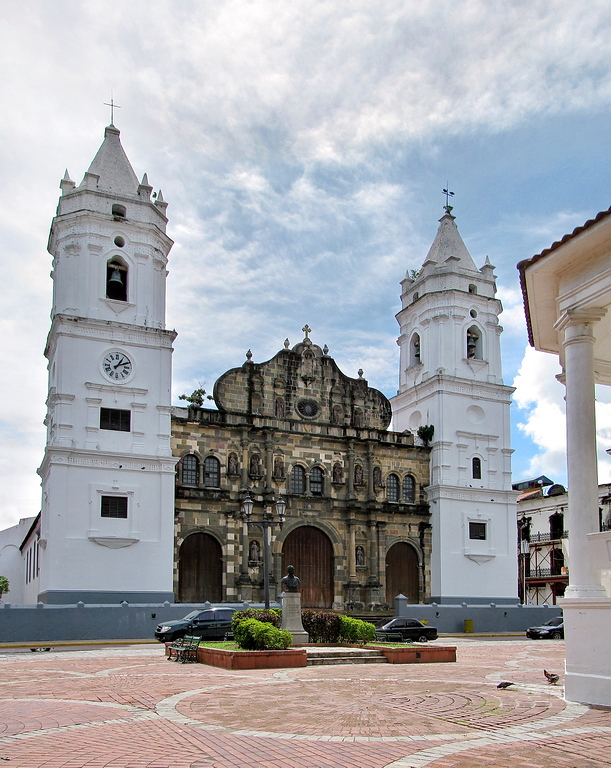
Cattedrale cattolica dell'Assunzione, Panama, Panama
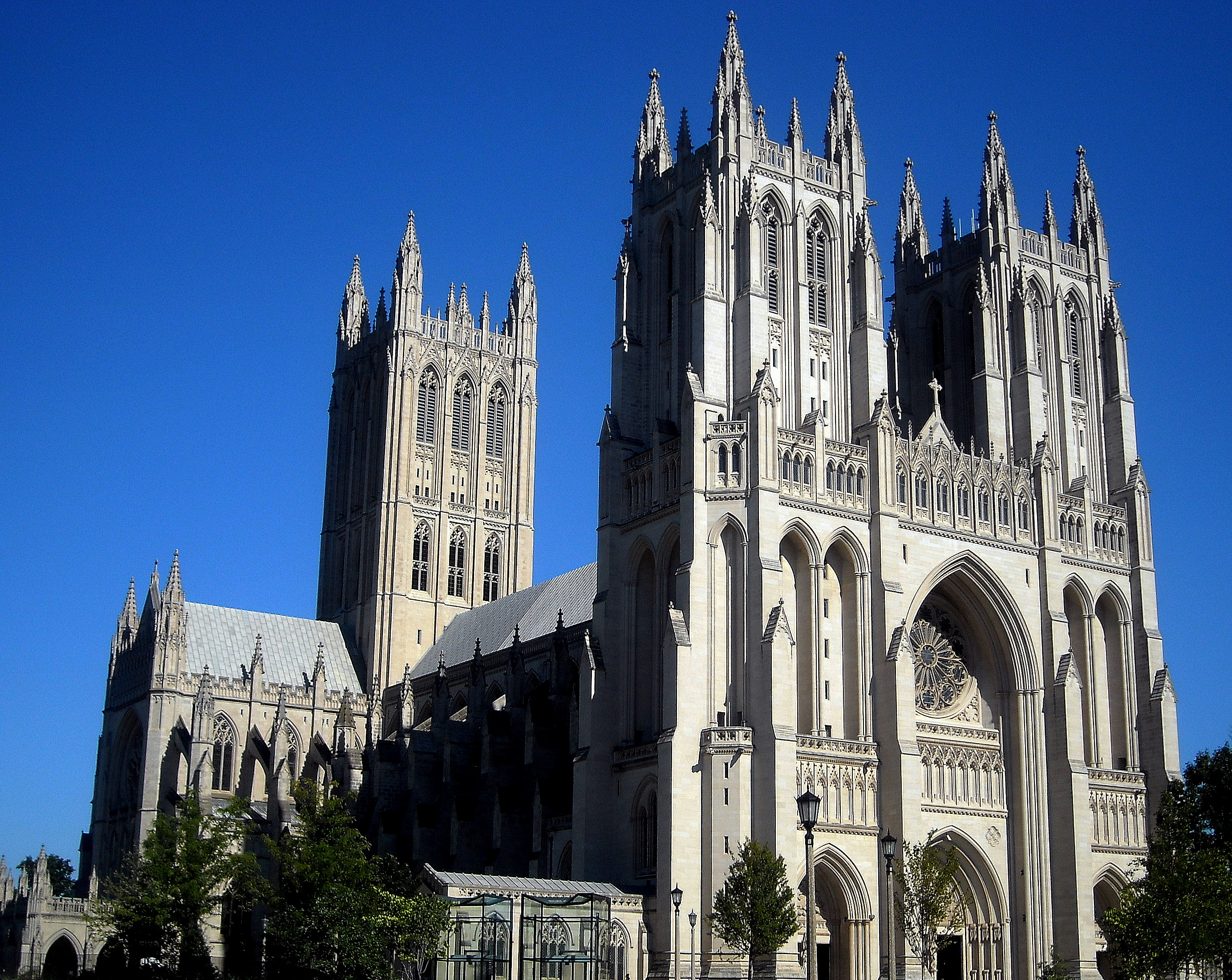
Cattedrale anglicana dei Santi Pietro e Paolo, Washington, Stati Uniti d'America
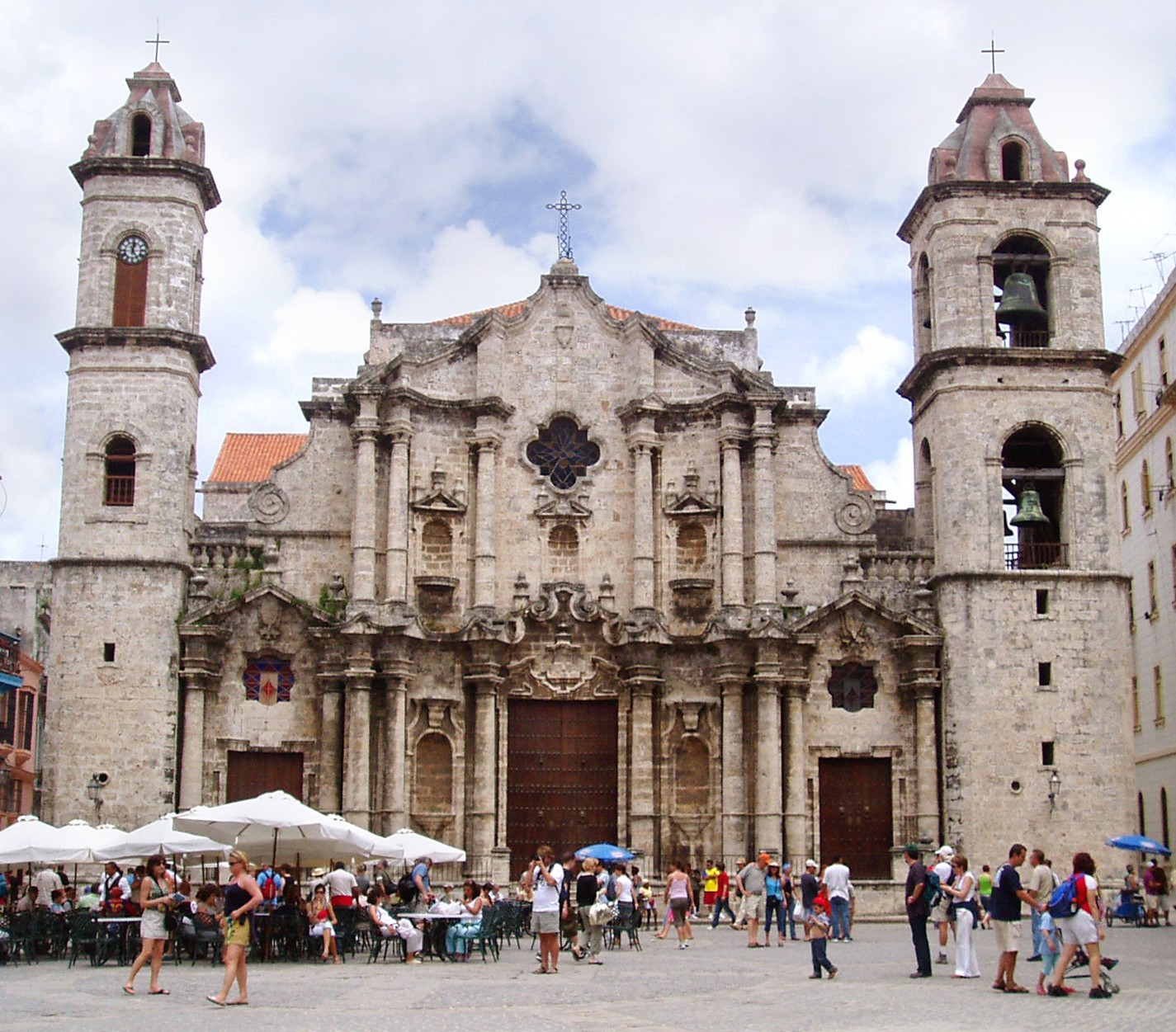
Cattedrale cattolica dell'Immacolata Concezione, L'Avana, Cuba
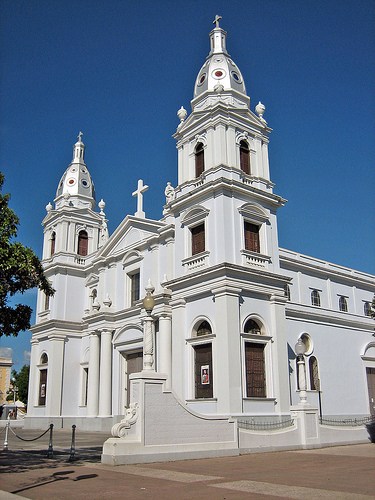
Cattedrale cattolica di Nostra Signora di Guadalupe, Ponce, Porto Rico

## America meridionale
- Cattedrali in Argentina
- Cattedrali in Bolivia
- Cattedrali in Brasile

- Cattedrali in Cile
- Cattedrali in Colombia
- Cattedrali in Ecuador

- Cattedrali in Guyana
- Cattedrali in Paraguay
- Cattedrali in Perù

- Cattedrali in Uruguay
- Cattedrali in Venezuela

Segue una lista di paesi e territori sudamericani in cui esiste una sola cattedrale:
| Paese           | Cattedrale                          | Arcidiocesi o Diocesi                     | Località     |
| --------------- | ----------------------------------- | ----------------------------------------- | ------------ |
| Isole Falkland  | Cattedrale di Christ Church         | Parrocchia anglicana delle Isole Falkland | Port Stanley |
| Guyana francese | Cattedrale del Santissimo Salvatore | Diocesi di Caienna                        | Caienna      |
| Suriname        | Cattedrale dei Santi Pietro e Paolo | Diocesi di Paramaribo                     | Paramaribo   |

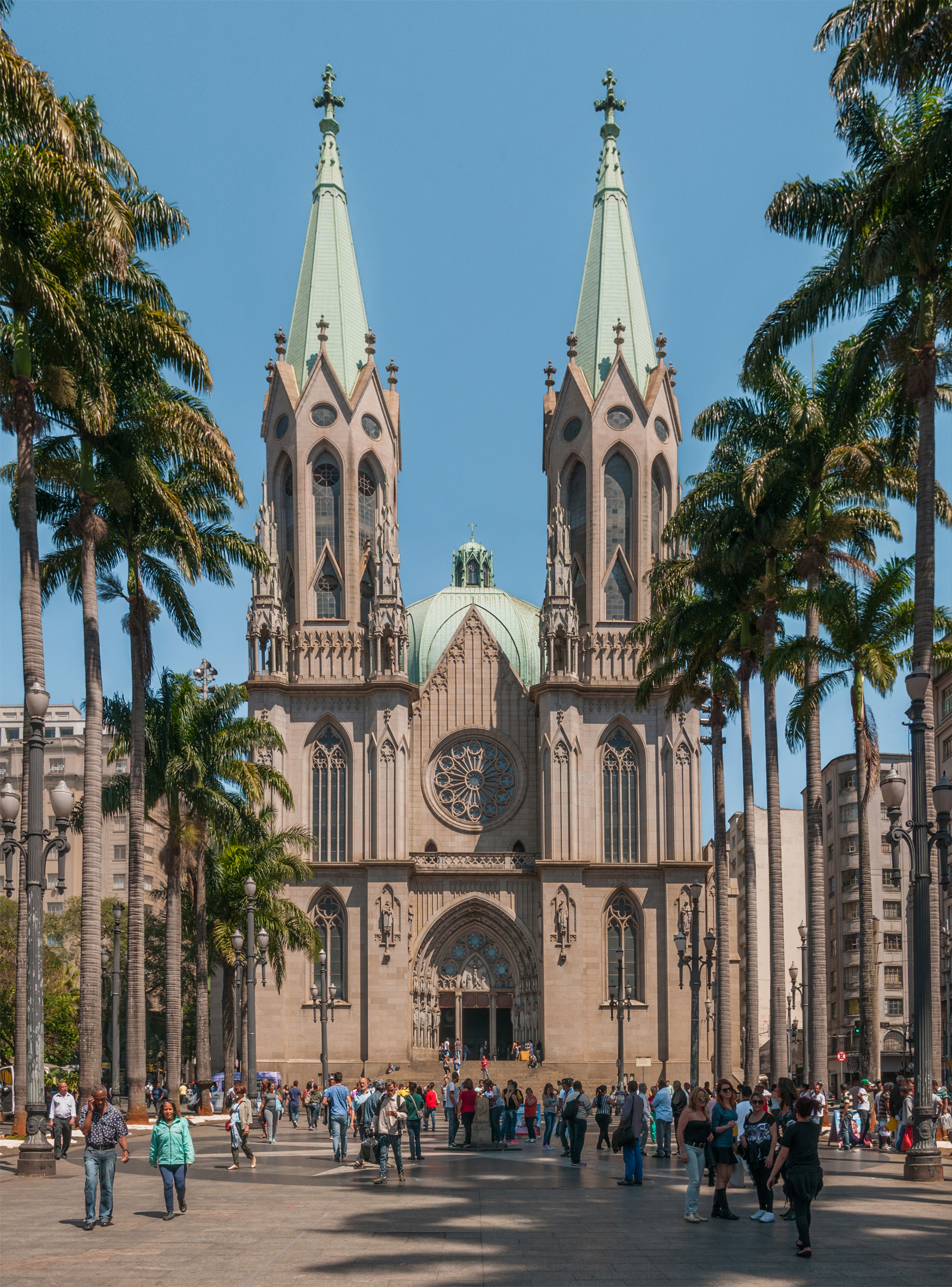
Cattedrale cattolica di San Paolo, San Paolo, Brasile
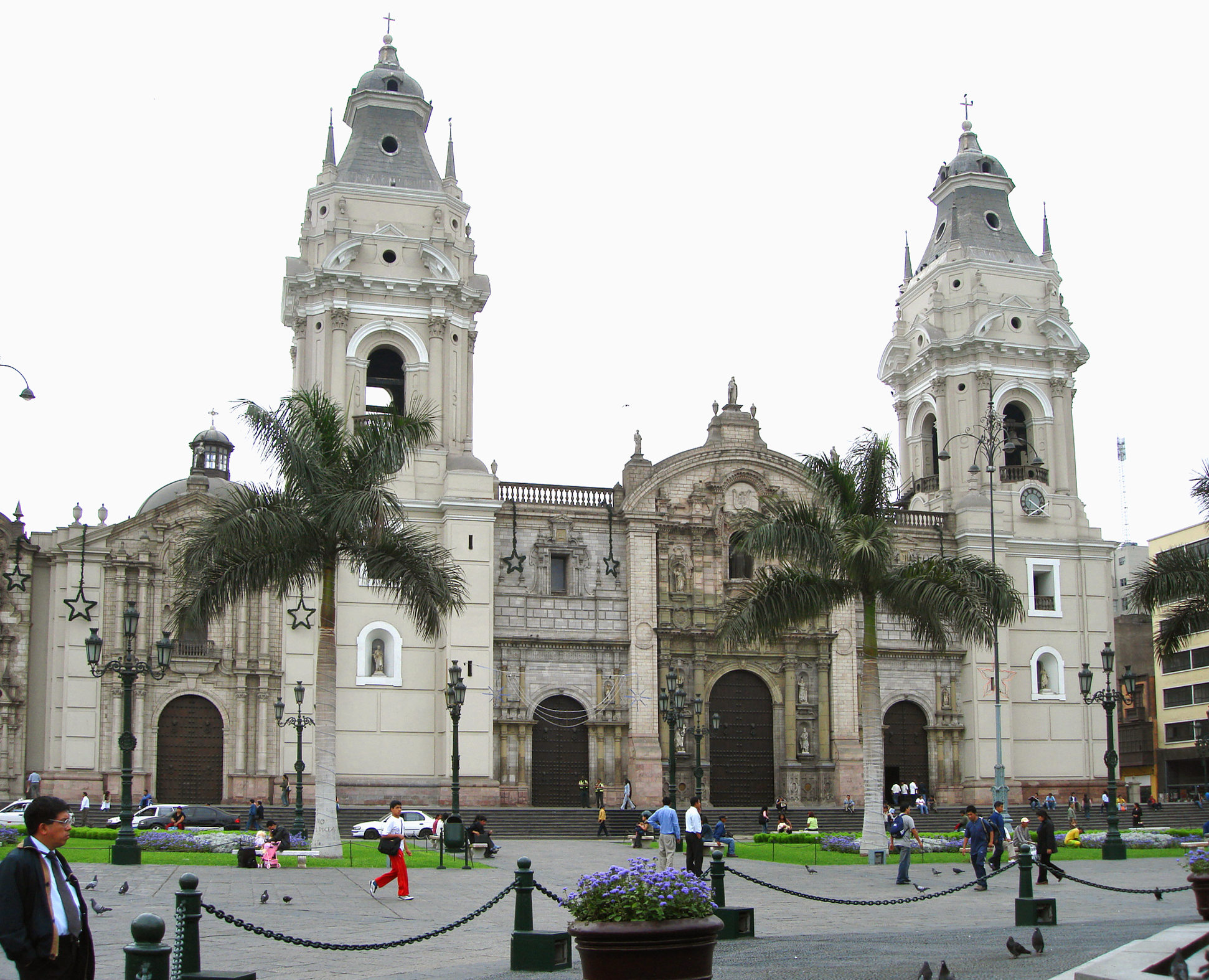
Cattedrale cattolica di San Giovanni, Lima, Perù
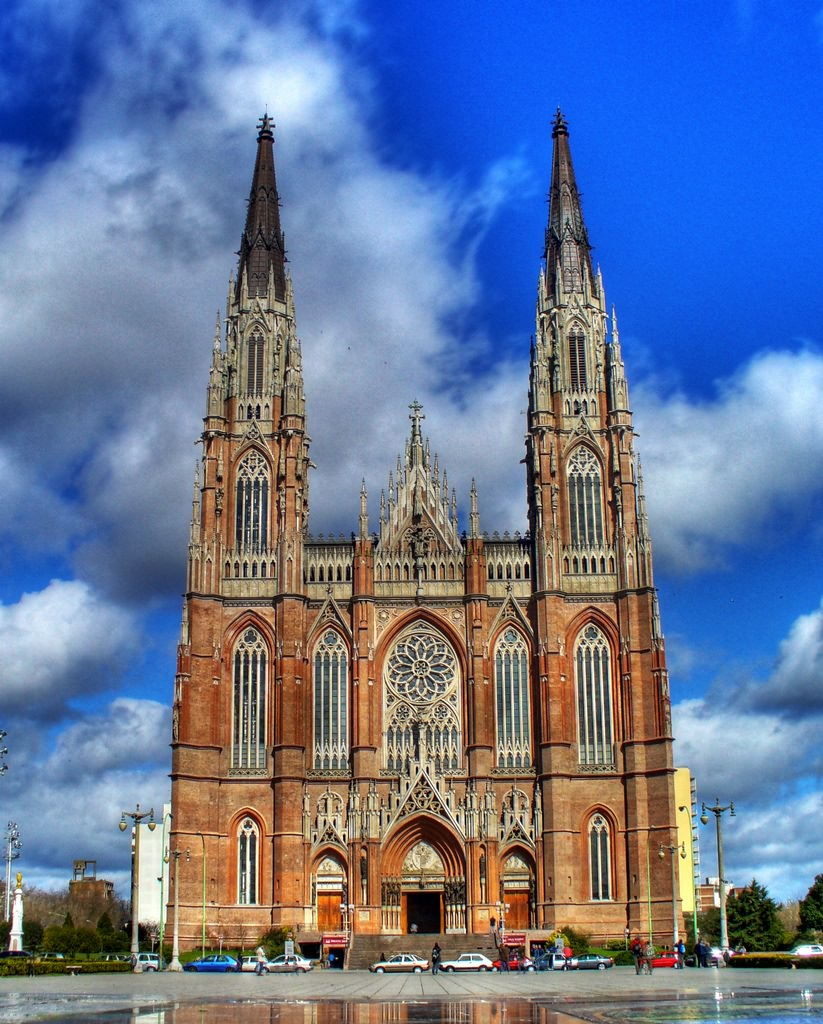
Cattedrale cattolica dell'Immacolata Concezione, La Plata, Argentina
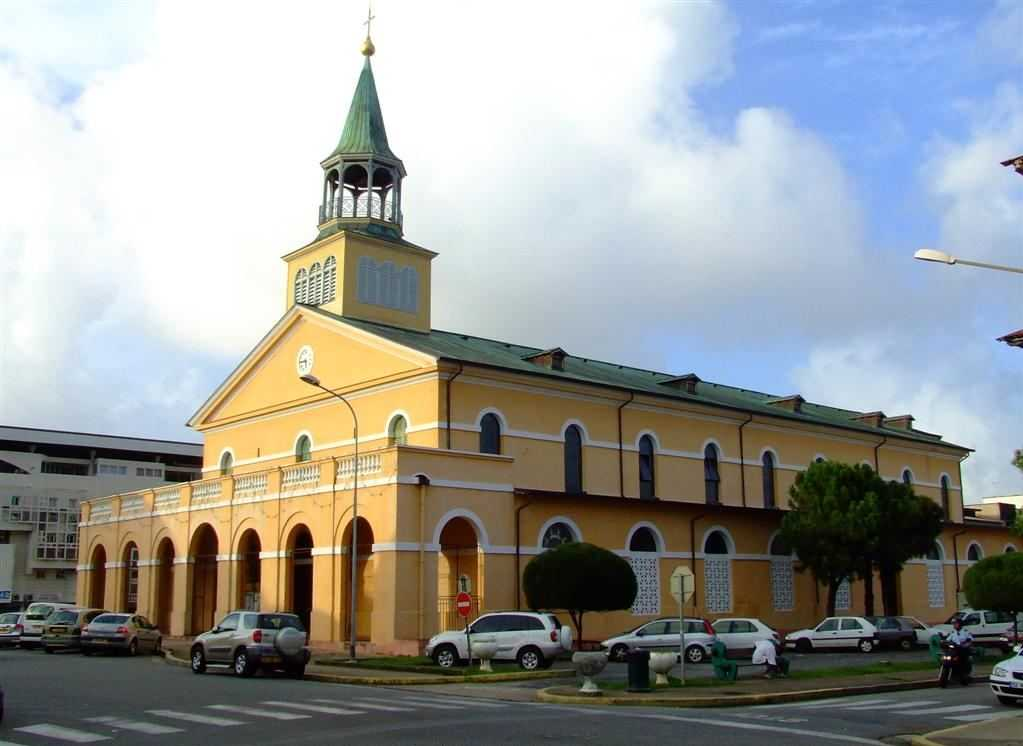
Cattedrale cattolica del Santissimo Salvatore, Caienna, Guyana francese
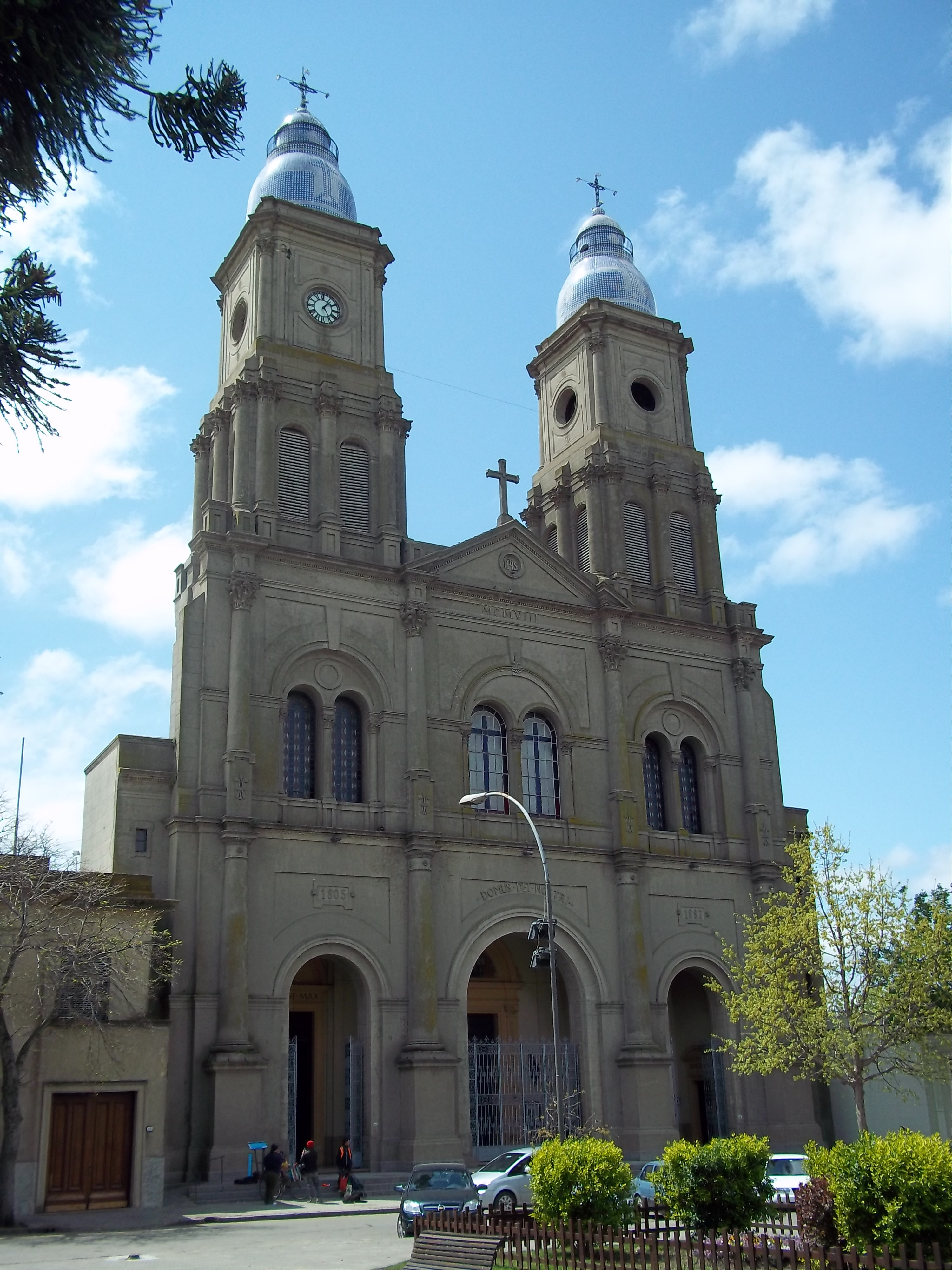
Cattedrale cattolica di Nostra Signora dei Trentatré, Florida, Uruguay
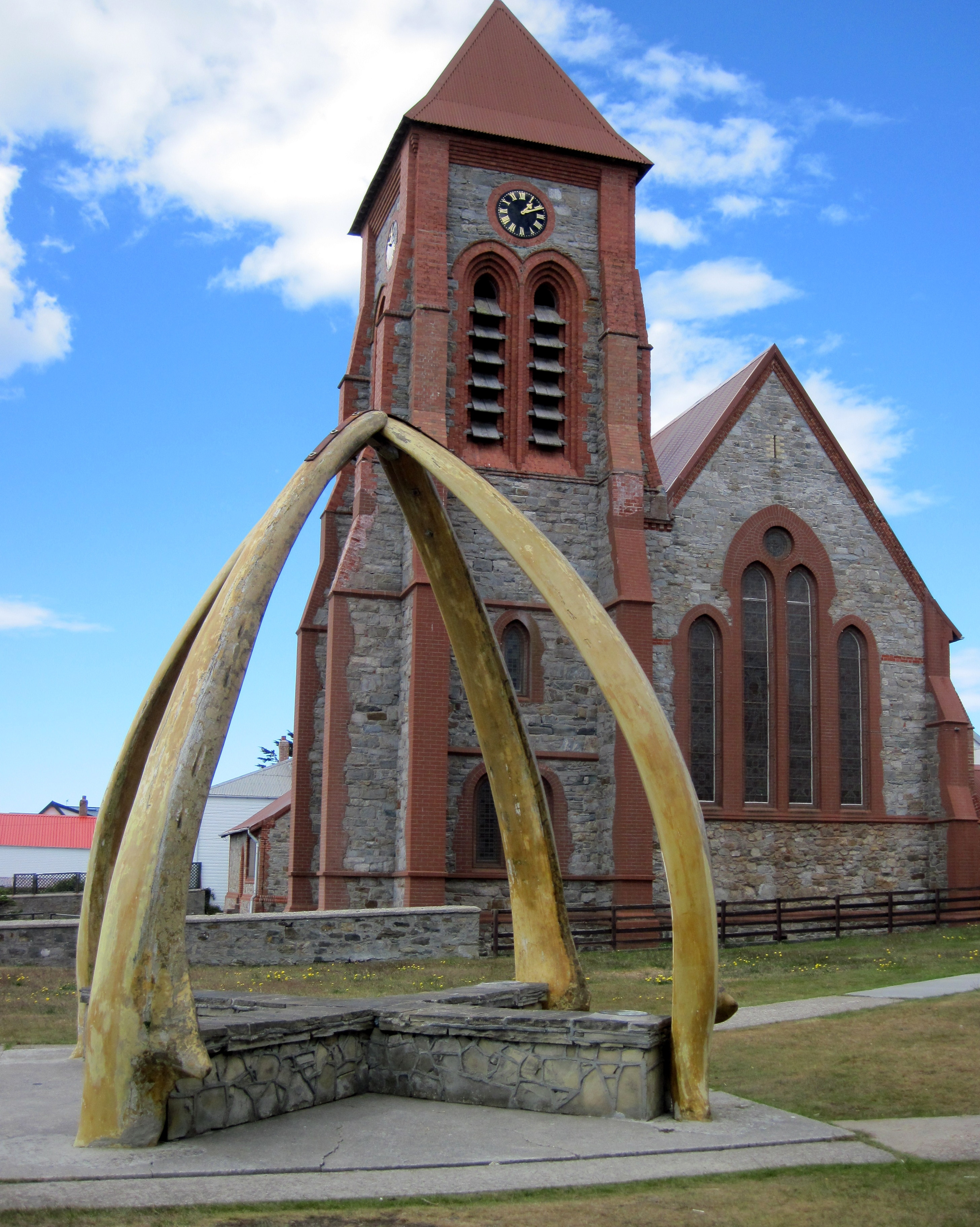
Cattedrale anglicana di Christ Church, Port Stanley, Isole Falkland
Cattedrale cattolica di San Giacomo, Santiago del Cile, Cile

## Europa
- Cattedrali in Albania
- Cattedrali in Austria
- Cattedrali in Armenia
- Cattedrali in Azerbaigian
- Cattedrali in Belgio
- Cattedrali in Bielorussia
- Cattedrali in Bosnia ed Erzegovina
- Cattedrali in Bulgaria
- Cattedrali a Cipro
- Cattedrali in Croazia
- Cattedrali in Danimarca
- Cattedrali in Estonia

- Cattedrali in Finlandia
- Cattedrali in Francia
- Cattedrali in Georgia
- Cattedrali in Germania
- Cattedrali a Gibilterra
- Cattedrali in Grecia
- Cattedrali in Irlanda
- Cattedrali in Italia
- Cattedrali in Islanda
- Cattedrali in Kazakistan
- Cattedrali in Kosovo
- Cattedrali in Lettonia

- Cattedrali in Lituania
- Cattedrali in Macedonia del Nord
- Cattedrali a Malta
- Cattedrali in Moldavia
- Cattedrali in Montenegro
- Cattedrali in Norvegia
- Cattedrali nei Paesi Bassi
- Cattedrali in Polonia
- Cattedrali in Portogallo
- Cattedrali nel Regno Unito
- Cattedrali nella Repubblica Ceca

- Cattedrali in Romania
- Cattedrali in Russia
- Cattedrali in Serbia
- Cattedrali in Slovacchia
- Cattedrali in Slovenia
- Cattedrali in Spagna
- Cattedrali in Svezia
- Cattedrali in Svizzera
- Cattedrali in Turchia
- Cattedrali in Ucraina
- Cattedrali in Ungheria

Segue una lista di paesi europei in cui si trova una sola cattedrale:
| Paese                | Cattedrale                            | Arcidiocesi o Diocesi      | Località    |
| -------------------- | ------------------------------------- | -------------------------- | ----------- |
| Liechtenstein        | Cattedrale di San Florino             | Arcidiocesi di Vaduz       | Vaduz       |
| Lussemburgo          | Cattedrale di Notre-Dame              | Arcidiocesi di Lussemburgo | Lussemburgo |
| Principato di Monaco | Cattedrale dell'Immacolata Concezione | Arcidiocesi di Monaco      | Monaco      |

In Andorra e San Marino non c'è nessuna cattedrale.
Neanche nella Città del Vaticano sorgono cattedrali: la basilica di San Pietro, infatti, non è la cattedrale di Roma, titolo che appartiene a San Giovanni in Laterano, che è in territorio italiano.

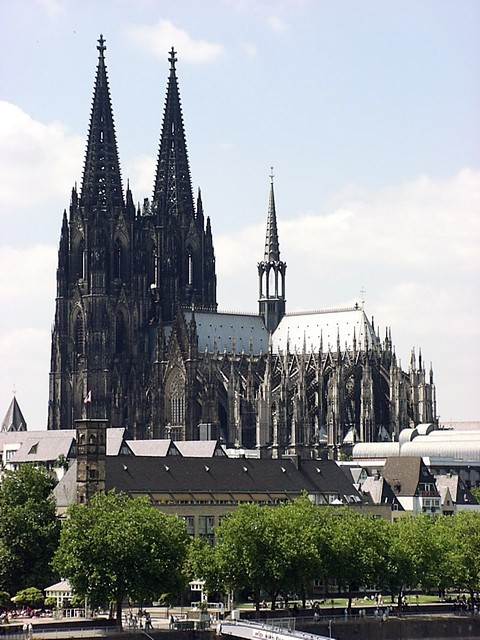
Duomo di Colonia, Germania, tra le maggiori chiese del mondo
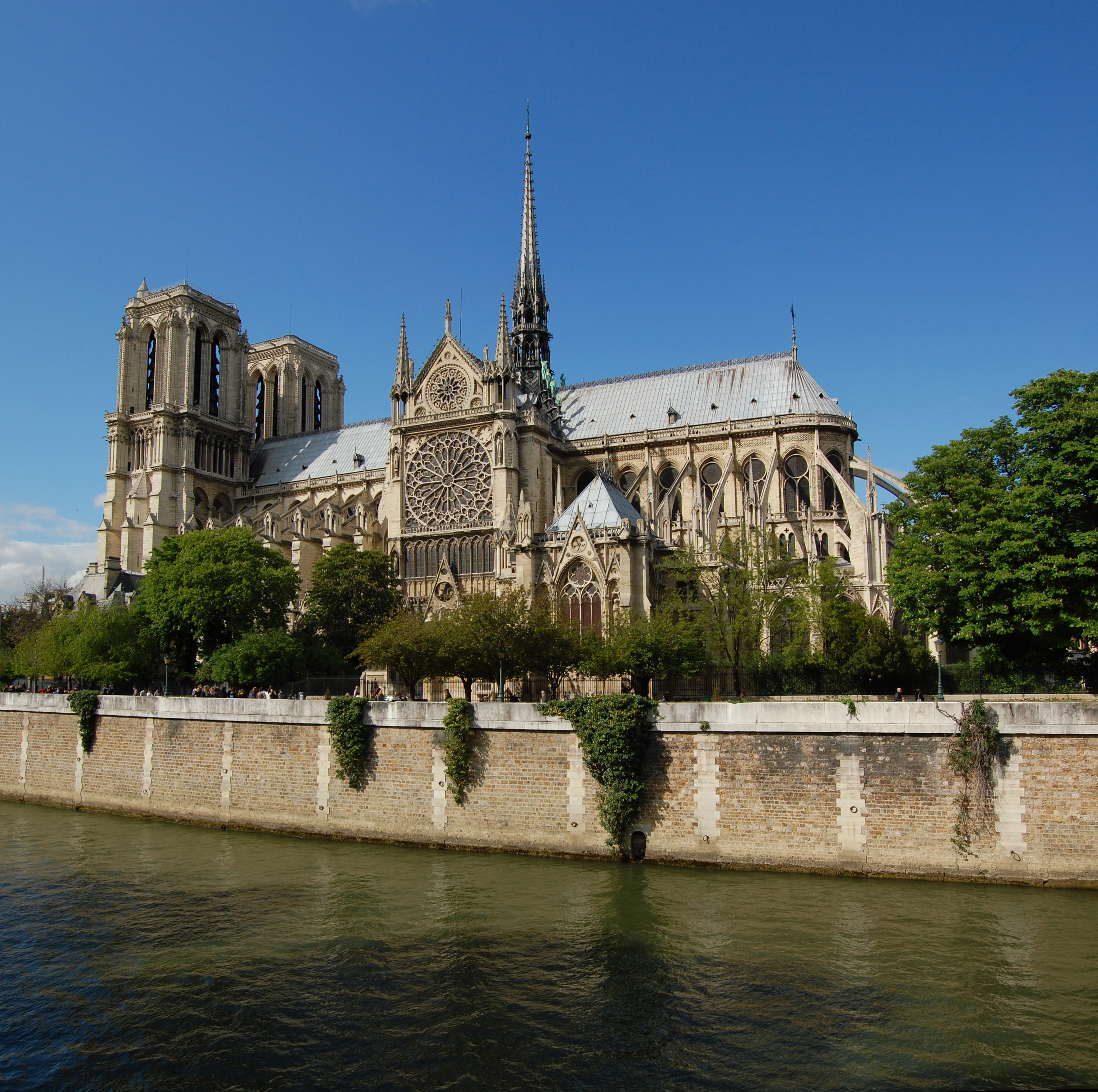
Cattedrale di Notre-Dame, Parigi, Francia
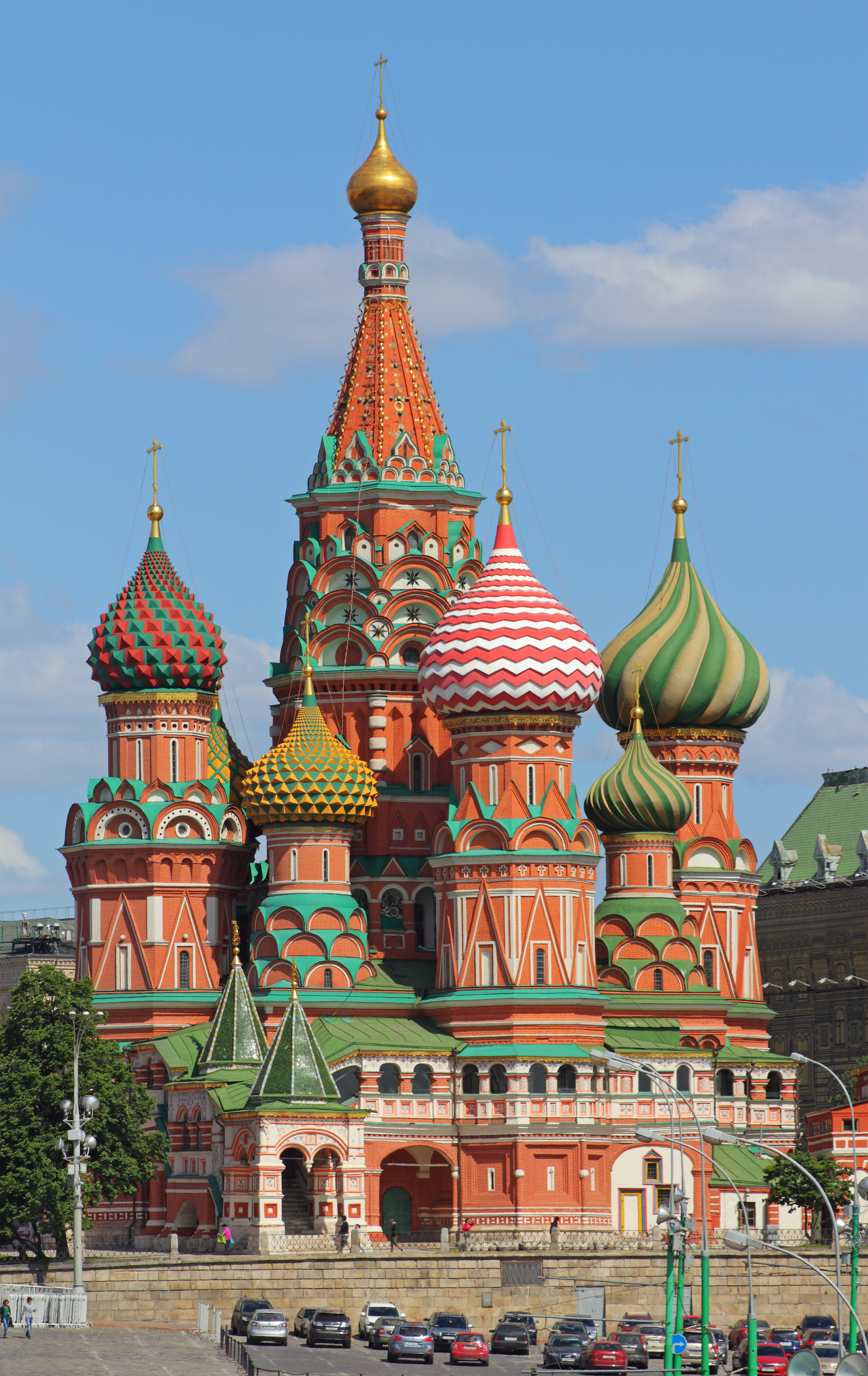
Cattedrale di San Basilio, Mosca, Russia
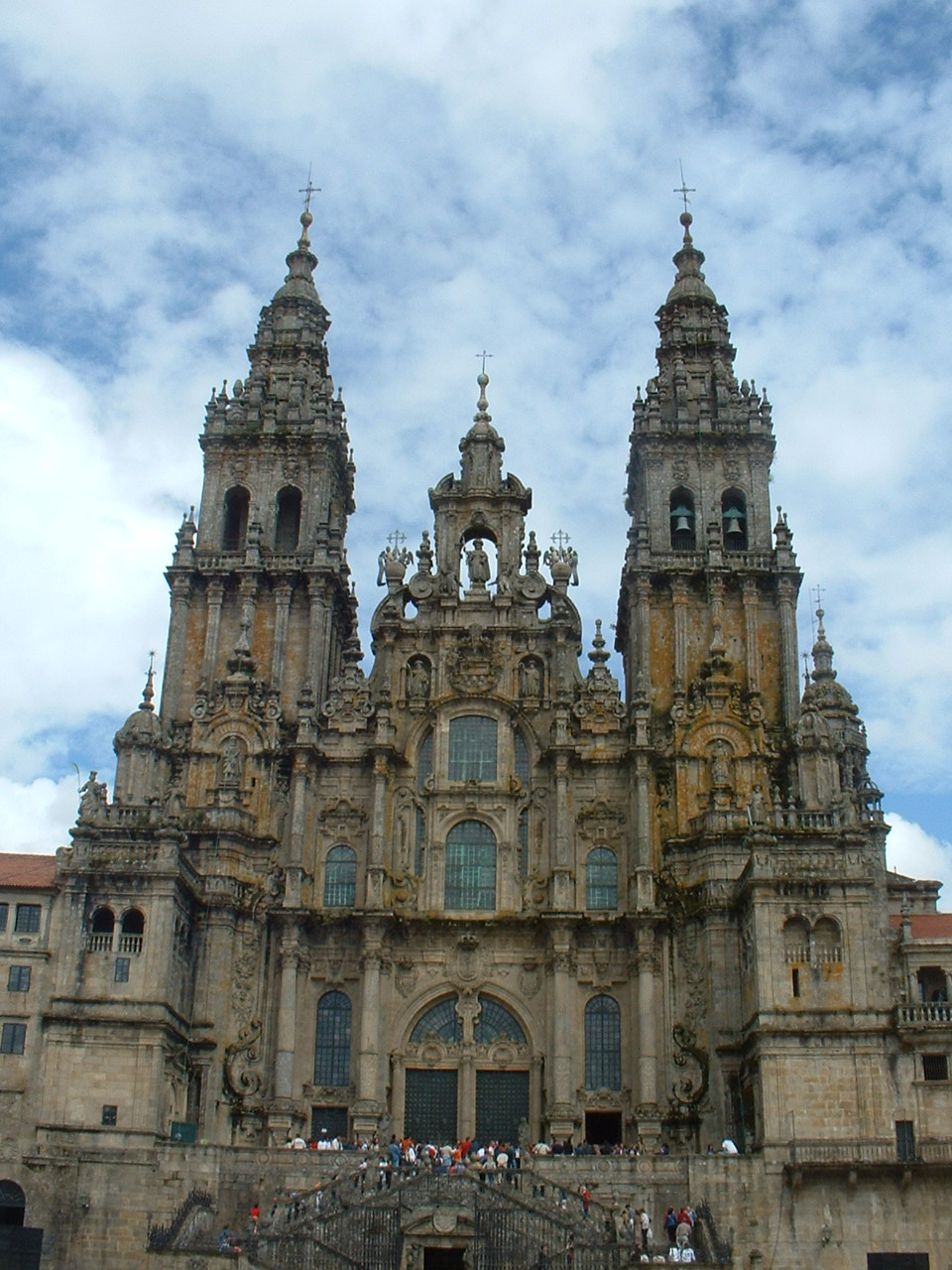
Cattedrale cattolica di San Giacomo, Santiago di Compostela, Spagna
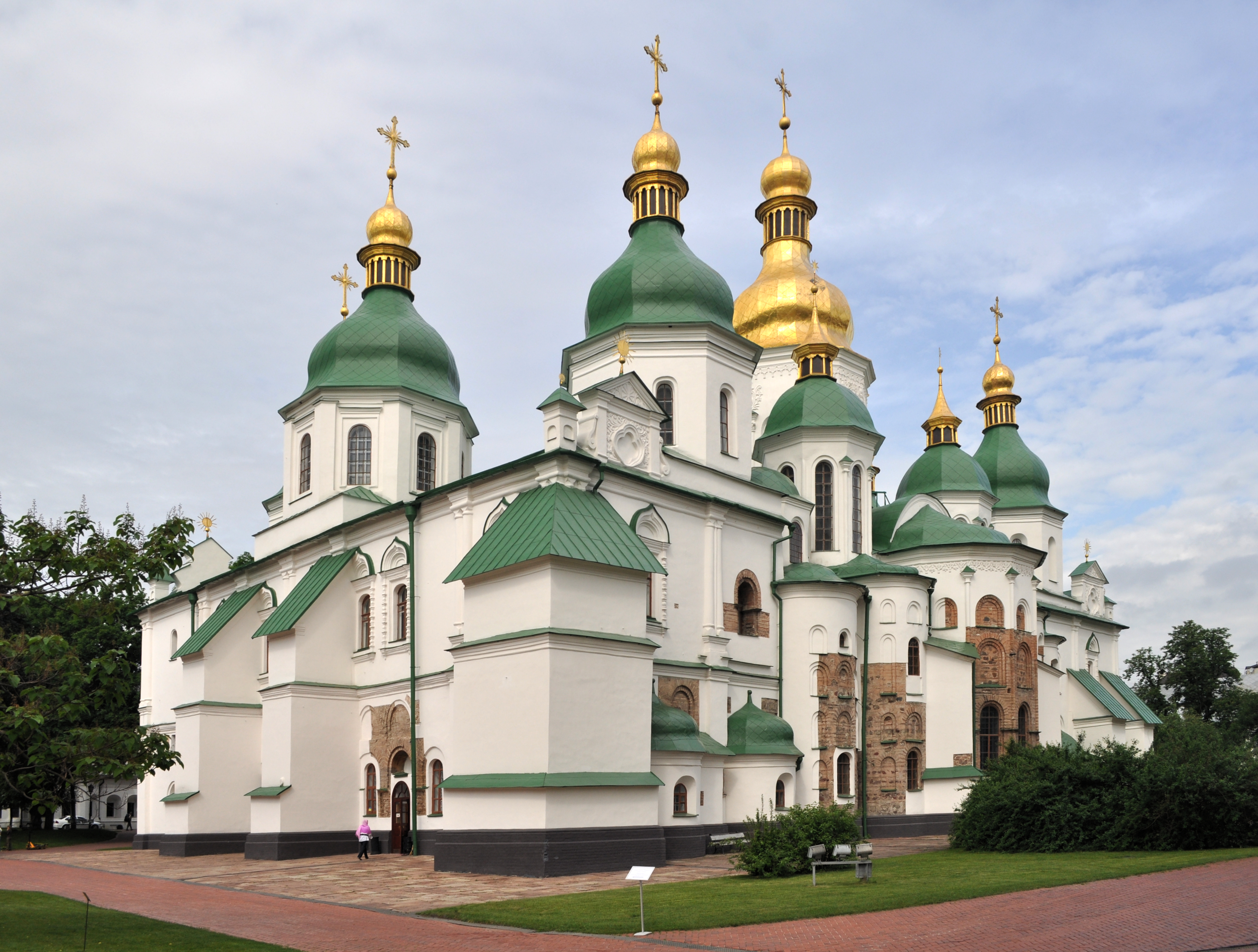
Cattedrale ortodossa di Santa Sofia, Kiev, Ucraina
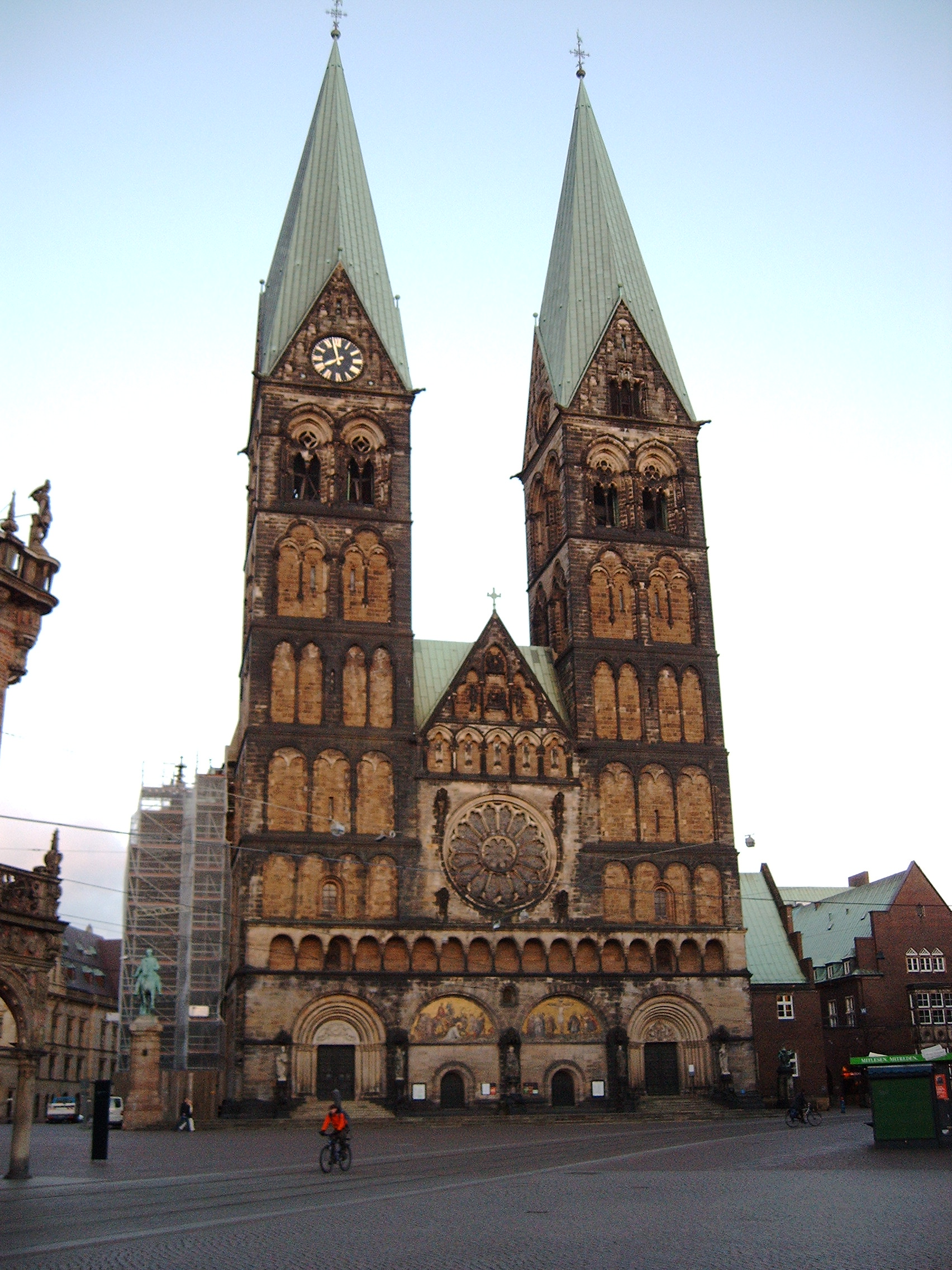
Cattedrale evangelica luterana di San Pietro, Brema, Germania
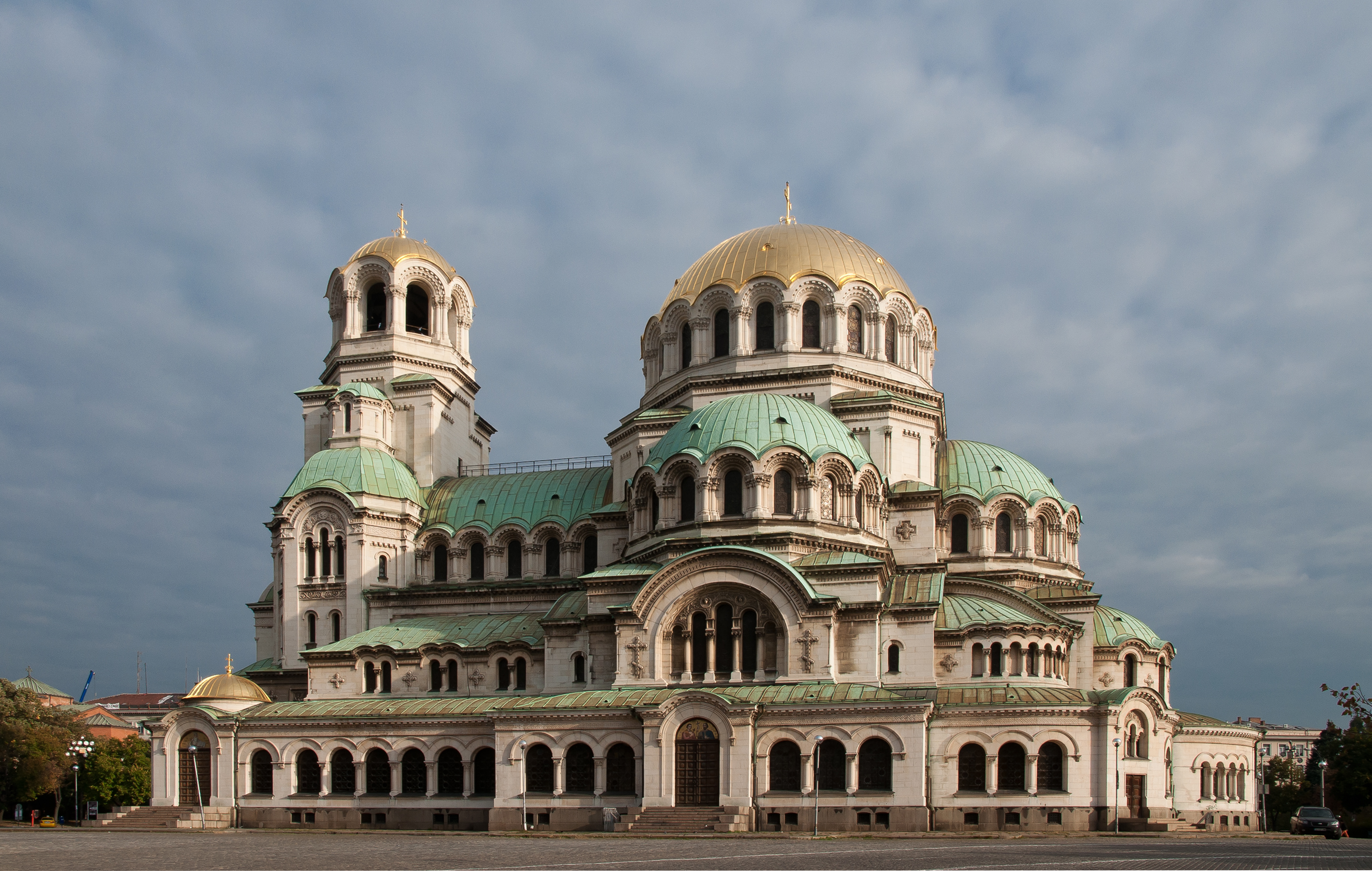
Cattedrale di Aleksandăr Nevski, Sofia, Bulgaria

## Oceania
- Cattedrali in Australia
- Cattedrali nelle Figi

- Cattedrali nelle Isole Salomone
- Cattedrali in Nuova Zelanda

- Cattedrali in Papua Nuova Guinea
- Cattedrali in Polinesia Francese

- Cattedrali nelle Samoa Americane
- Cattedrali a Vanuatu

Segue una lista di paesi e territori dell'Oceania in cui si conta una sola cattedrale:
| Paese                         | Cattedrale                                     | Arcidiocesi o Diocesi                      | Località     |
| ----------------------------- | ---------------------------------------------- | ------------------------------------------ | ------------ |
| Guam                          | Cattedrale del Dolcissimo Nome di Maria        | Arcidiocesi di Agaña                       | Hagåtña      |
| Kiribati                      | Cattedrale del Sacro Cuore                     | Diocesi di Tarawa e Nauru                  | Tarawa Sud   |
| Isole Cook                    | Cattedrale di San Giuseppe                     | Diocesi di Rarotonga                       | Rarotonga    |
| Isole Marianne Settentrionali | Cattedrale di Nostra Signora del Monte Carmelo | Diocesi di Chalan Kanoa                    | Chalan Kanoa |
| Isole Marshall                | Cattedrale dell'Assunzione                     | Prefettura apostolica delle Isole Marshall | Majuro       |
| Nuova Caledonia               | Cattedrale di San Giuseppe                     | Arcidiocesi di Numea                       | Numea        |
| Samoa                         | Cattedrale dell'Immacolata Concezione di Maria | Arcidiocesi di Samoa-Apia                  | Apia         |
| Stati Federati di Micronesia  | Cattedrale del Cuore Immacolato di Maria       | Diocesi delle Isole Caroline               | Weno         |
| Tokelau                       | Cattedrale di Nukunonu                         | Missione sui iuris di Tokelau              | Nukunonu     |
| Tonga                         | Cattedrale di Maria Immacolata                 | Diocesi di Tonga                           | Nukuʻalofa   |
| Wallis e Futuna               | Cattedrale di Nostra Signora dell'Assunzione   | Diocesi di Wallis e Futuna                 | Mata-Utu     |

Nelle Isole Pitcairn, a Nauru, Niue, Palau e nelle Tuvalu non ci sono cattedrali.

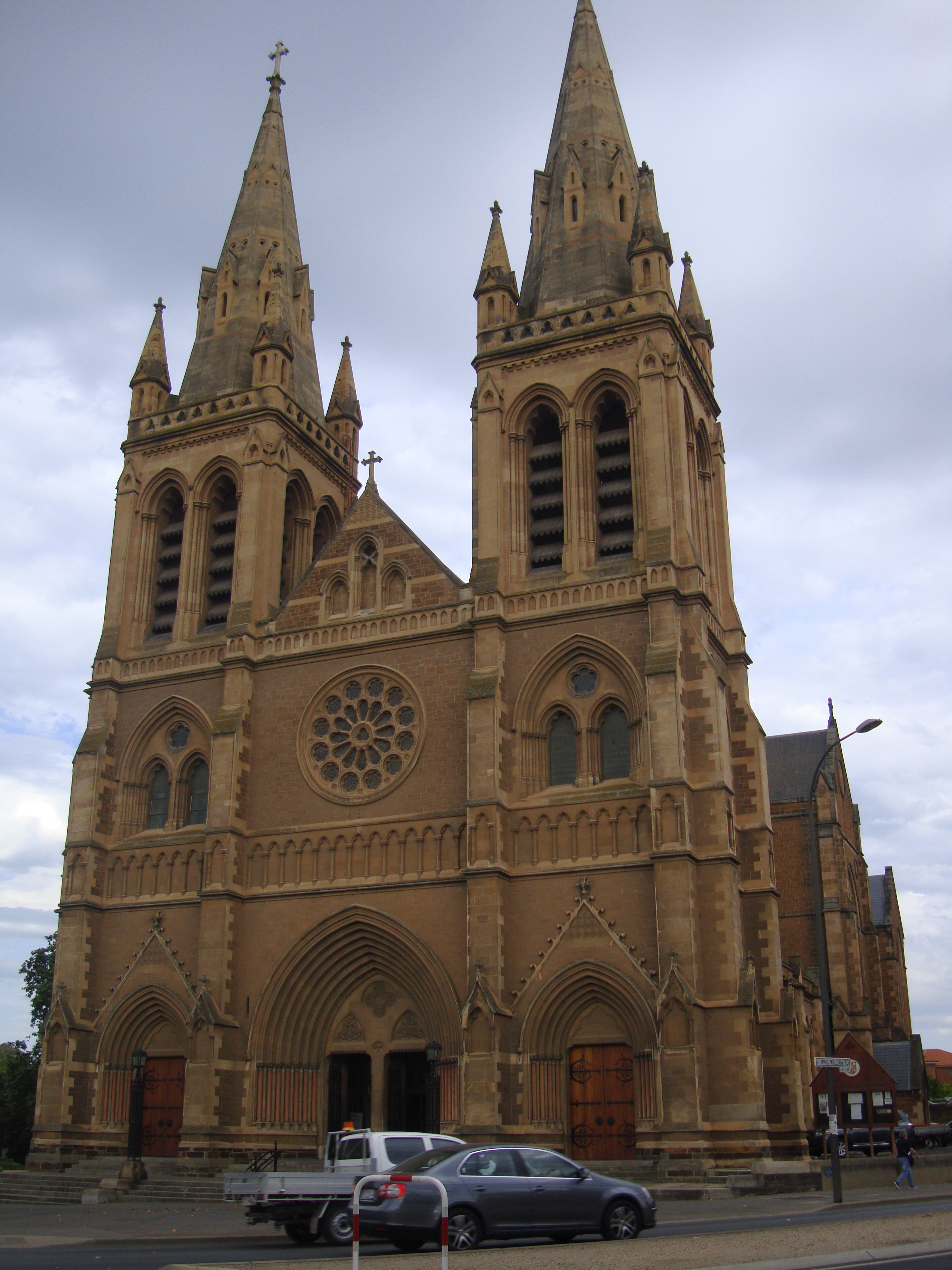
Cattedrale anglicana di San Pietro, Adelaide, Australia
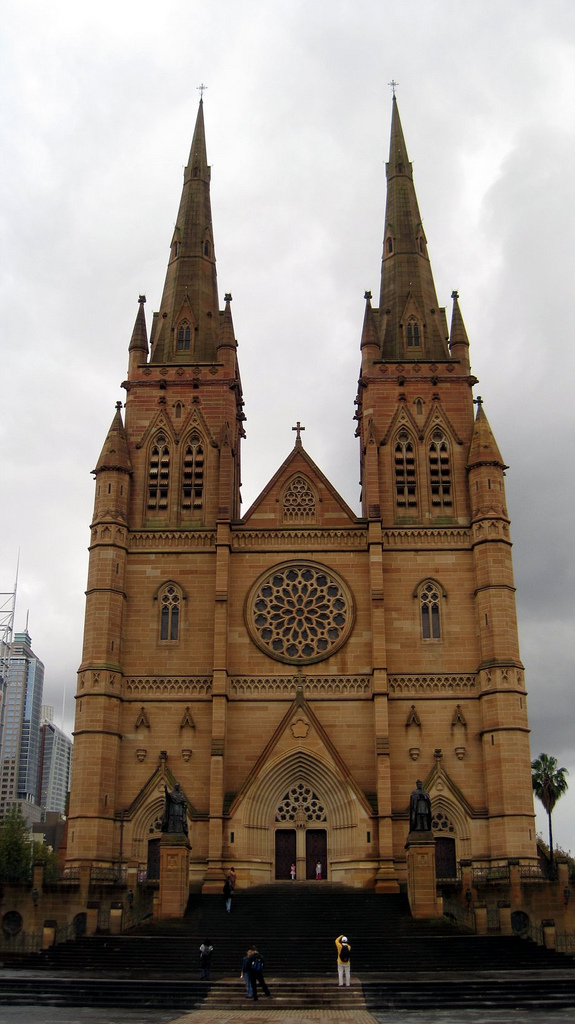
Cattedrale cattolica di Santa Maria, Sydney, Australia
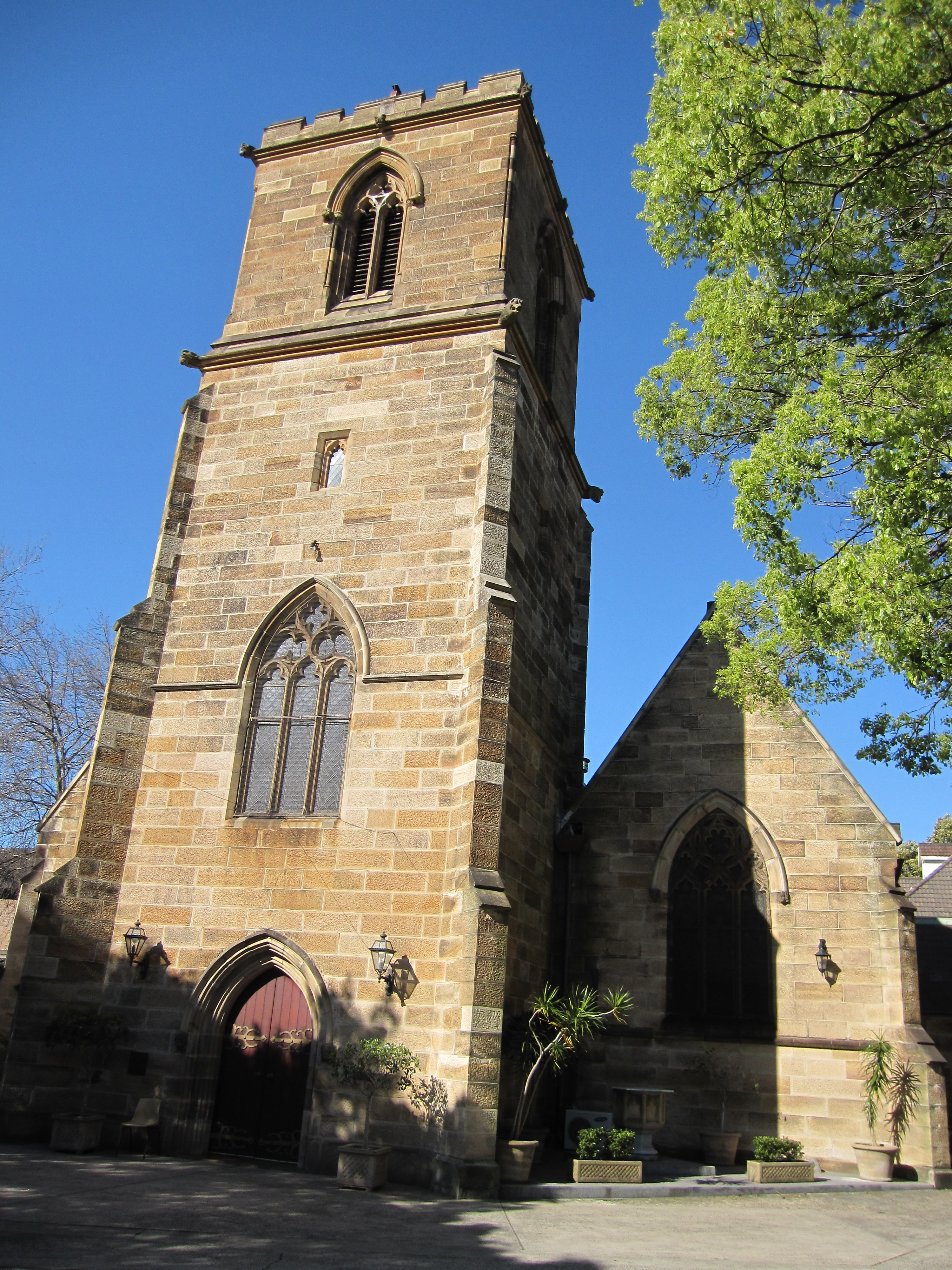
Cattedrale ortodossa della Santa Annunciazione, Sydney, Australia
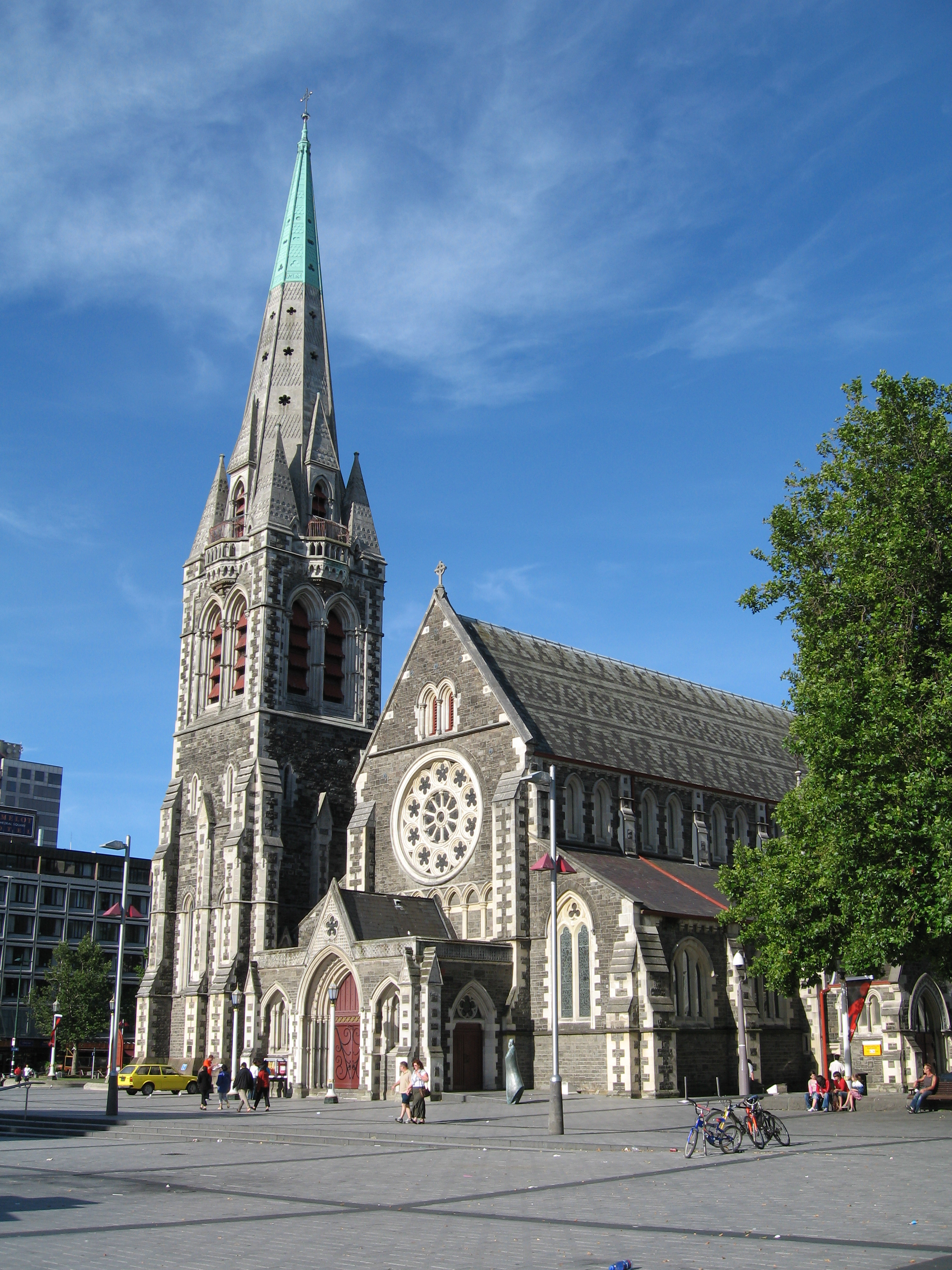
Cattedrale anglicana di Christ Church, Christchurch, Nuova Zelanda
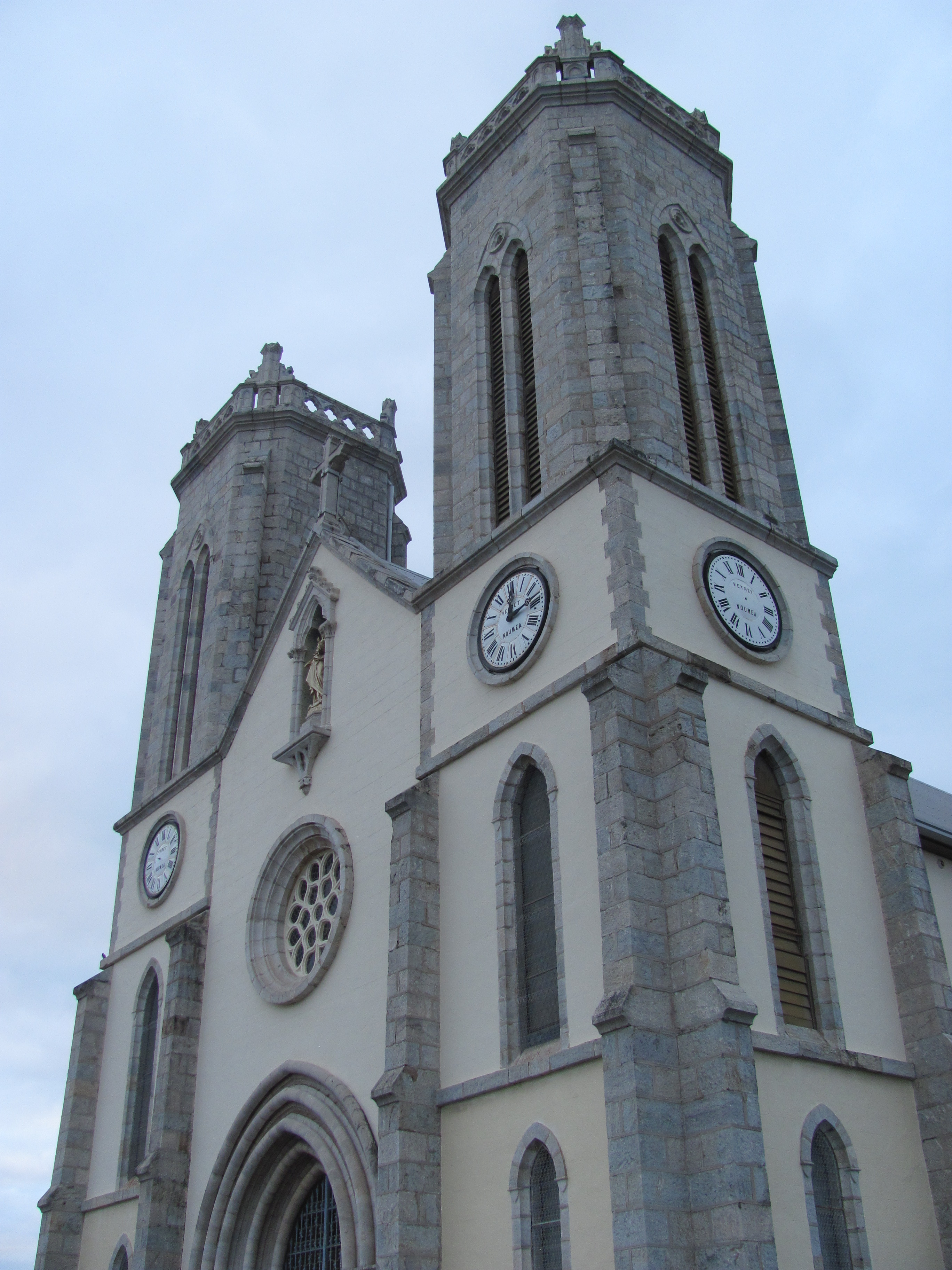
Cattedrale cattolica di San Giuseppe, Numea, Nuova Caledonia
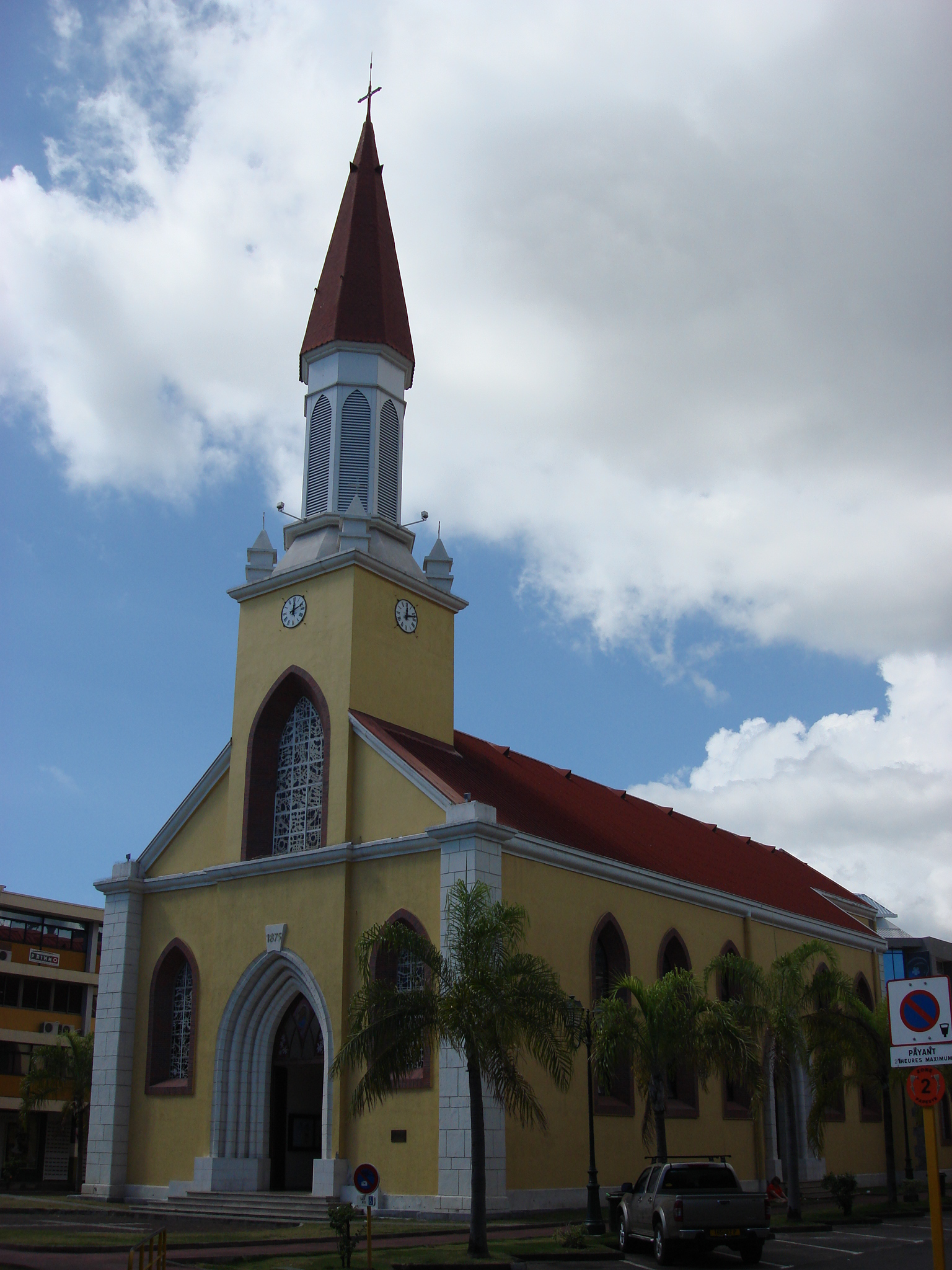
Cattedrale cattolica di Nostra Signora, Papeete, Polinesia francese
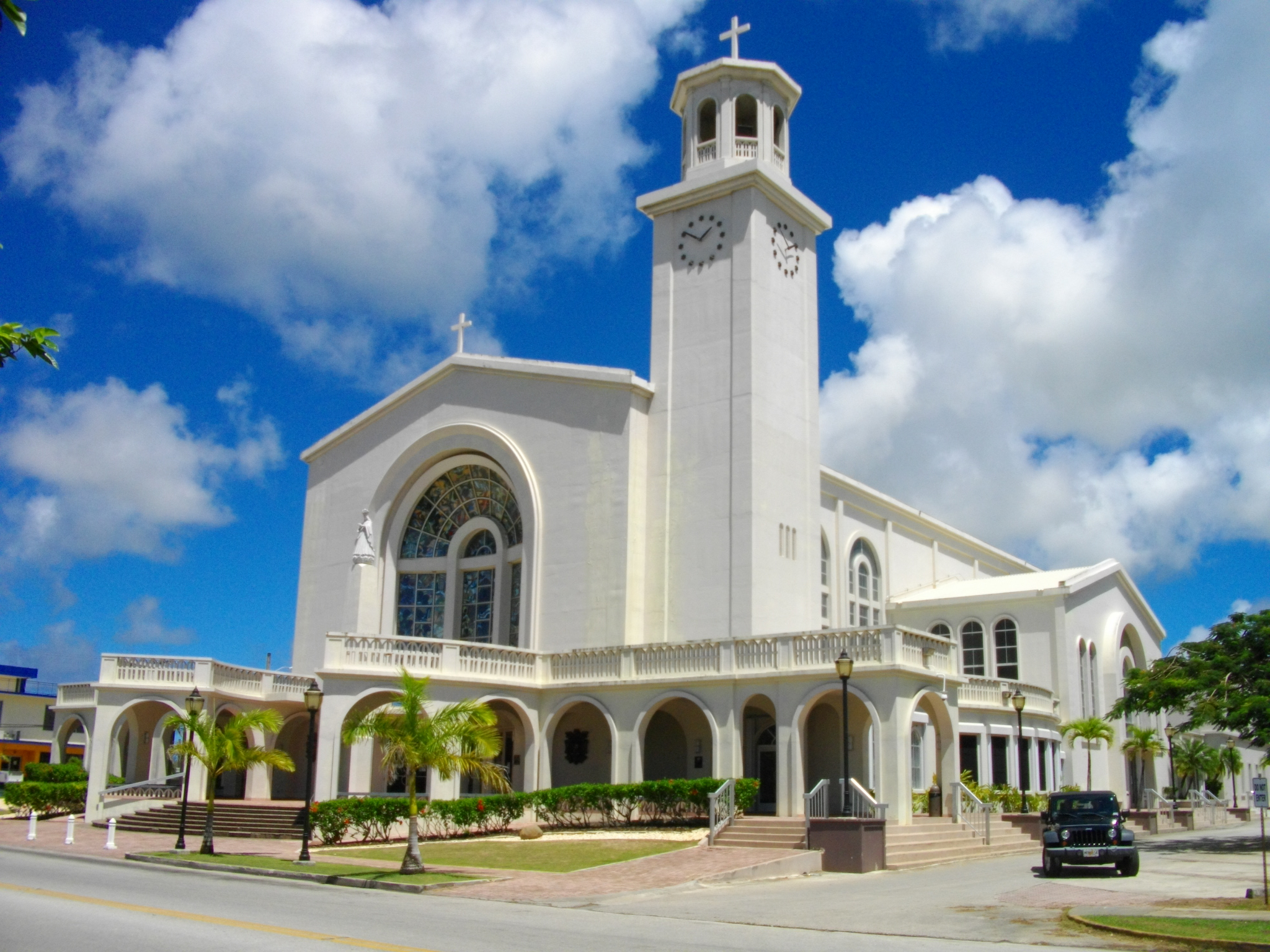
Cattedrale cattolica del Dolcissimo Nome di Maria, Hagåtña, Guam

## Dati statistici
Nel 2022 la chiesa cattolica conta 3 068 chiese cattedrali, 337 concattedrali, 512 ex cattedrali (non più sedi vescovili) e 50 procattedrali.
I paesi che contano il maggior numero di cattedrali cattoliche sono: 
| Paese                 | Cattedrali | Concattedrali | Ex cattedrali | Procattedrali |
| --------------------- | ---------- | ------------- | ------------- | ------------- |
| Argentina             | 71         | 1             | 1             |               |
| Brasile               | 276        | 11            | 22            | 2             |
| Canada                | 70         | 7             | 14            | 1             |
| Cina                  | 105        | 13            |               |               |
| Colombia              | 77         | 8             | 4             | 2             |
| Francia               | 100        | 15            | 65            | 1             |
| Filippine             | 86         | 2             | 6             | 1             |
| India                 | 172        | 9             | 13            | 4             |
| Italia                | 228        | 139           | 136           | 2             |
| Messico               | 98         | 5             | 11            |               |
| Spagna                | 74         | 14            | 18            |               |
| Stati Uniti d'America | 194        | 17            | 48            | 2             |

Il maggior numero di cattedrali anglicane si riscontrano nella chiesa episcopale degli Stati Uniti, con 93 cattedrali, e per la chiesa d'Inghilterra, con 44 cattedrali.
Per la chiesa ortodossa si hanno: in Russia 79 cattedrali e 20 concattedrali, in India 63 cattedrali appartenenti a diverse denominazioni ed in Ucraina 46 cattedrali.